# Вокзал потерянных снов
«Вокза́л поте́рянных снов» (англ. Perdido Street Station) — роман британского писателя-фантаста Чайны Мьевиля, опубликованный в 2000 году. Это начало серии, посвящённой миру Бас-Лаг, в котором обитают различные разумные расы, существует магия, называемая «тавматургией», а научно-техническое развитие соответствует раннему капитализму эпохи Промышленной революции. Действие романа происходит в городе-государстве Нью-Кробюзон — мрачном индустриальном мегаполисе, который характеризуется социальным расслоением, экономической эксплуатацией и частичной сегрегацией; в городе распространена ксенофобия, а жестокие телесные наказания с помощью магии превращают осуждённых в «переделанных», особый презираемый класс. Диктаторское правительство находится в сговоре с крупным бизнесом и организованной преступностью. В центре сюжета — борьба героев против огромных крылатых чудовищ, которые угрожают существованию густонаселённого города. Главный герой, учёный-диссидент Айзек Дэн дер Гримнебулин, ищет способ уничтожить монстров и спасти от криминального босса свою возлюбленную, художницу Лин, которая принадлежит к жукоголовой расе хепри.
Роман получил положительные отзывы критиков, был удостоен нескольких премий и привлёк внимание академических исследователей. Критики отметили образ Нью-Кробюзона, масштабность романа, проработанность деталей и убедительность мира, авторскую изобретательность и увлекательность истории. В жанровом отношении книга сочетает элементы фэнтези, научной фантастики, хоррора, стимпанка. Роман рассматривался как критика с левых позиций постмодернистского капитализма (постфордизма или неолиберализма), как размышление о культурном разнообразии, как исследование пространства современного города (включая пересмотр классических тоталитарных антиутопий Замятина и Оруэлла в сторону «городской дистопии»), как обсуждение проблем расизма и расиализации, а также вопросов, затрагивающих групповую солидарность, утопические альтернативы и этический выбор.

## Мир романа: Нью-Кробюзон и Бас-Лаг
Действие романа в основном разворачивается в городе-государстве Нью-Кробюзон, наиболее мощном политическом и экономическом образовании в мире, называемом Бас-Лаг. Развитие города примерно соответствует раннему капитализму эпохи Промышленной революции. В Нью-Кробюзоне используется паровой двигатель, имеются газовые фонари, дирижабли, железные дороги, включая воздушные, а также гелиотипы — аналоги фотографий — и примитивная компьютерная технология на паровой тяге в виде «конструкций», небольших машин или роботов. Паровая тяга в качестве средства производства дополняется магией, «тавматургией»; ведутся поиски других источников энергии, в основном магических. Практическая магия ближе к инженерному делу, чем к магии. Нью-Кробюзон — древний город, «построенный среди костей исполинского древнего животного», с почти двухтысячелетней историей, но находящийся в упадке. Из отрывочных сведений следует, что наука и техника когда-то были более развитыми, от чего сохранились некоторые элементы. Так, над городом возвышается «облачная башня», управлявшая погодой, — эта технология утрачена, «аэроморфный» мотор башни невозможно привести в рабочее состояние. Огромный и густонаселённый Нью-Кробюзон подвержен разрухе и загрязнению, в нём повсеместны преступность и болезни. Автор описывает мегаполис как «гигантский рассадник заразы, зачумленный город», кишащий «паразитами, бациллами и сплетнями».
Нью-Кробюзон — мультикультурный город со множеством иммигрантов, он состоит из «ряда районов со странной архитектурой», каждый из которых представляет собой город в миниатюре, набор разнородных элементов. Районы управляются по собственным правилам и могут быть изолированными, либо нет. В Нью-Кробюзоне и Бас-Лаге обитают люди, наиболее распространённый вид, и нечеловеческие разумные расы, которые обобщенно называются ксениями. Каждый вид имеет свою историю, культуру и язык. Хепри имеют голову жука и тело человека, их самцы — безмозглые насекомые. Земноводные водяные напоминают лягушек и способны управлять водой. Высоченные кактусоподобные какты отличаются размерами, силой и выносливостью и потому ценятся как рабочие и солдаты. Индивидуалисты-гаруды имеют человеческое тело, но птичьи черты лица; они покрыты перьями и с помощью больших крыльев способны летать. Все расы примерно одинаковы по интеллекту и другим качествам, обладают способностями к дружбе и любви, политической и экономической деятельности, индивидуальными характерами и т. д. Между ними не так много глубинных различий, на что указывает, например, совместная забастовка докеров-людей и докеров-водяных. Необычные существа, называемые рукохватами, представляют собой бестелесных паразитов, «руки», которые контролируют сознание носителей. По одной из версий, это духи злобных и подлых мертвецов. Благодаря своим психическим способностям рукохваты занимают высокое положение в городе, сотрудничая с правительством, как, например, Монтджон Рескью — помощник мэра.
Нью-Кробюзон, формально парламентский город-государство, управляется империалистической олигархией — диктаторским правительством под руководством мэра Бентама Рудгуттера и его авторитарной партии Жирного Солнца. Правительство, находящееся в сговоре с крупным бизнесом и организованной преступностью, опирается на секретные военизированные формирования — милицию. Милиционеры «не любят действовать в открытую», используя «обширную сеть осведомителей», и держат город в постоянном, «пронизывающем всё и вся» страхе. В Нью-Кробюзоне нет свободы слова, выборы проходят в виде коррумпированной Избирательной Лотереи, которая сохраняет статус-кво. Политические партии иногда напоминают тёмные секты. В городе существует сильное социальное расслоение, его пространство разделено «горизонтально» и «вертикально» на различные уровни по социальным и экономическим привилегиям, хотя границы между ними изменчивы и нестабильны; города внутри городов постоянно распадаются — привилегированные районы теряют свой статус. Власти используют бедность и видимость различий для государственного угнетения, создают неформальные структуры сегрегации и эксплуатируют маргинализированное население, видя в нём и ресурс, и угрозу. Так, в гетто живут какты и хепри; последние когда-то лишились родины из-за «небесного апокалипсиса», названного ими Опустошением – от страшного смерча погибло большинство хепри, осталась лишь горстка беглецов. Гаруды, аутсайдеры из аутсайдеров, занимают ранее заброшенные многоэтажные дома в гетто в Расплевах, беднейшем районе на окраине города . Наиболее обеспеченные какты живут в хорошо охраняемом и почти полностью изолированном сооружении — Оранжерее, исполинском приплюснутом куполе из металла и стекла , где поддерживается привычный для кактов сухой климат. В Нью-Кробюзоне существует ксенофобия между расами и в особенности по отношению к другим расам, поскольку люди — самый могущественный вид, они главенствуют в бизнесе и науке. Неравноправные отношения включают жестокие и несправедливые предрассудки и стереотипы. Ксении сравнительно недавно получили основные права (например, степени в университете для них стали доступными лишь в течение последних 20 лет). Секс между людьми и ксениями встречается, но чаще на коммерческой основе. Власти используют ксенофобию для удержания власти, чтобы разобщить рабочий класс.
В Нью-Кробюзоне распространена переделка — разного рода телесные деформации, которые осуществляются с помощью и науки (хирургия), и магии («биотавматургия»). В ходе переделки на карательных фабриках ампутируются или добавляются органические или механические части, например, трубки, лопаты, щупальца, когти и т. д.; переделанные становятся, соответственно, либо гибридами, либо киборгами. Переделке чаще всего подвергаются люди, иногда — представители других видов. Переделка часто является уголовным наказанием в системе «правосудия» Нью-Кробюзона, но может быть и добровольной. Переделанных используют для рабского труда (они обслуживают городскую инфраструктуру и обеспечивают снабжение), для коммерческих целей: гладиаторских боёв или проституции. Символизм и мерзость телесного наказания должно отражать совершенное преступление или служить конкретной задаче, необходимой государству. Возможно зашивание рта за отказ обвиняемого «говорить», приделывание ручек убитого матерью ребёнка на её лицо или грубое втыкание перьев в кожу. Переделанные подвергаются остракизму из-за отвращения к их противоестественности, а не по причине рабства или преступлений; их воспринимают практически как отдельную расу. Низы переделанных начинают обретать классовое сознание и сопротивляться угнетению, формируя группу; в народе их считают отщепенцами и террористами, иногда — героями. В городе тайную организацию переделанных возглавляет легендарный Джек-Полмолитвы, местный Робин Гуд, сбежавший из тюрьмы анархист, символ революционных надежд.
Вокзал на Затерянной улице (Perdido Street Station), давший название произведению, — самое большое архитектурное сооружение в городе и главный транспортный узел, конечная остановка железных дорог и воздушных рельсов. Громадное здание в духе Гауди было спроектировано архитектором, который впоследствии сошёл с ума. Это «индустриальный замок, ощерившийся разрозненными выступами парапетов», его «пять огромных разинутых кирпичных ртов», проглатывают железнодорожные линии, чьи рельсы словно «гигантские языки» стелются «по сводчатым перегонам». Чрево вокзала заполняют «магазины, пыточные камеры, мастерские, конторы…». В подземных туннелях под вокзалом обитает могущественный Ткач, огромное паукообразное существо чёрного цвета, имеющее туловище в форме слезы, восемь заострённых ног и пару рук, напоминающих детские. Загадочный Ткач наделен нечеловеческой силой и в основном обитает в других измерениях, он плетет бесконечную «мировую паутину» — ткань мироздания. В другом измерении существует и Ад, а с Дьяволом коррумпированные власти города регулярно контактируют на контрактной основе.
Конструкции города смогли развиться в искусственный интеллект, Совет конструкций, который случайно породил сам себя (в духе «порядка из хаоса» Пригожина) из груды металла на свалке и стал единой сущностью. Он представляет собой соединение бесчисленного множества выброшенных деталей. Его мощь и амбиции растут по мере роста числа компонентов, он становится более сложным, распространяясь подобно вирусу и угрожая поглотить весь город.

## Сюжет
Роман предваряется эпиграфом из романа Филипа Дика «Мы вас построим» и картой Нью-Кробюзона на двух страницах, с компасом и указанием на масштаб. На карте отмечены названия кварталов города, рек и мостов, показана сеть железных дорог и воздушных рельсов со всеми остановками. Книга открывается описанием того, как гаруда Ягарек прибывает в Нью-Кробюзон из далёкого Цимека, наблюдая ночной город.
Роман включает несколько сюжетных линий, главная из которых связана с борьбой с мотыльками, странными созданиями, которые существуют в нескольких измерениях. Происхождение мотыльков неизвестно, возможно, они стали побочным продуктом экспериментального оружия, использованного во время войны Нью-Кробюзона в пустошах. Их жизненный цикл начинается с безвредной маленькой личинки, но вскоре они превращаются в физически сильных и опасных хищников, огромных летающих монстров. Мотыльки — психические вампиры, которые гипнотизируют жертв психоделическими световыми узорами и цветами своих крыльев и затем пожирают их разум, сознание и подсознание, мысли и сны; жертва становится зомби, который сохраняет только жизненные функции. Наевшись, мотыльки выделяют бестелесную субстанцию, вызывающую кошмары, что стимулирует мозговую деятельность разумных существ, которые с ними контактируют, и способствует производству пищи для мотыльков и дальнейшему производству субстанции. В рамках специфической экосистемы мотыльки находятся на вершине пищевой цепи, их невозможно остановить.
Айзек Дэн дер Гримнебулин, опальный учёный-диссидент, находится в межвидовой любовной связи с художницей Лин, профессиональным скульптором, принадлежащей к расе хепри. Для создания скульптур Лин используют особую хеприйскую слюну — клейкую жидкость, которая выделяется из её головы. Манера работы Лин отличается от традиционного искусства её расы. Ради межвидовых отношений Лин порвала с клановостью и политикой идентичности хепри. Лин родилась в бедном гетто (район Ручейная сторона), переехала в более обеспеченный и свободный Кинкен, но, разочаровавшись и в нём, покинула хеприйское гетто. Айзек — темнокожий человек крупного телосложения; он блестящий учёный, «управляемый», рассеянный и витающий в облаках, но вместе с тем вульгарный, не чуждый земных наслаждений. Айзек работает как независимый исследователь и занимает относительно привилегированное положение в Нью-Кробюзоне, но ведёт скорее бунтарский образ жизни; он увлечён экспериментальной и революционной областью исследований — кризисной теорией, своего рода теорией всего. Это обстоятельство, а также неодобрение им биотавматургии, привели к изгнанию из профессии, хотя Айзек сохраняет связи с университетом. Романтические отношения не одобряются друзьями и знакомыми Айзека, такая связь подвергается общественному порицанию, и Айзек старается её скрыть.
Криминальный босс господин Попурри делает Лин заманчивое предложение, заказывая скульптуру его самого. Попурри представляет собой переделанного — его тело состоит из множества разнородных элементов, человеческих и животных, собранных неизвестным способом. Лин увлекается этим проектом. Айзек также должен решить сложную, практически невыполнимую задачу: к нему обращается гаруда Ягарек, изгнанник, с просьбой снова научить его летать. Крылья гаруды были отрублены во искупление преступления, не имеющего аналогов в человеческом обществе. Айзек рассчитывает, что проект поможет реализации его собственного детища, исследования кризисной энергии (превращающей вещи в противоположность), но сначала пробует более традиционные способы, посещая своего бывшего начальника Вермишенка — заведующего кафедрой биотавматургии в университете, книжный магазин и т. д. В «Цирке уродцев» Айзек, рассчитывающий исследовать гаруду с крыльями, видит в клетке страдающего переделанного преступника, которого заставляют изображать гаруду; он также неудачно посещает гетто гаруд. Параллельно Айзек начинает скупать на чёрном рынке различных летающих существ для изучения, полностью погружаясь в проект. Ему помогает приятель из криминального мира, специалист по сделкам Лемюэль Пиджин. Один из образцов — странная гусеница, украденная из секретного военного исследовательского центра. Айзек заинтригован гусеницей; случайно выясняется, что единственная еда, которую способно усваивать это странное существо, — популярный незаконный наркотик «сонная дурь», которую Айзеку поставляет Счастливчик Газид, наркоман и бывший арт-дилер из круга Лин, познакомивший девушку с Попурри. Айзек начинает кормить гусеницу, вызывая её превращение во взрослого мотылька. Позже выясняется, что «сонная дурь» на самом деле — что-то вроде «молока» взрослых особей того же вида. Четыре других гусеницы были проданы после закрытия правительственной исследовательской программы господину Попурри, у которого они содержались ради производства наркотика; и правительство, и Попурри заинтересованы в мотыльках. Айзек практически забывает про гусеницу, что оказывается ужасной ошибкой; как только пятый мотылёк претерпевает метаморфозу, он находит и освобождает остальных. Вместе они становятся страшной опасностью для густонаселённого Нью-Кробюзона; все городские институты оказываются под угрозой краха. Правительство безуспешно обращается за помощью к демонам из Ада, а затем к Ткачу. Последний ищет способ уничтожить мотыльков, поскольку они угрожают существованию реальности — их поражение исправит разорванную паутину. Мотыльки последовательно уничтожают рукохватов и армию переделанных Попурри.

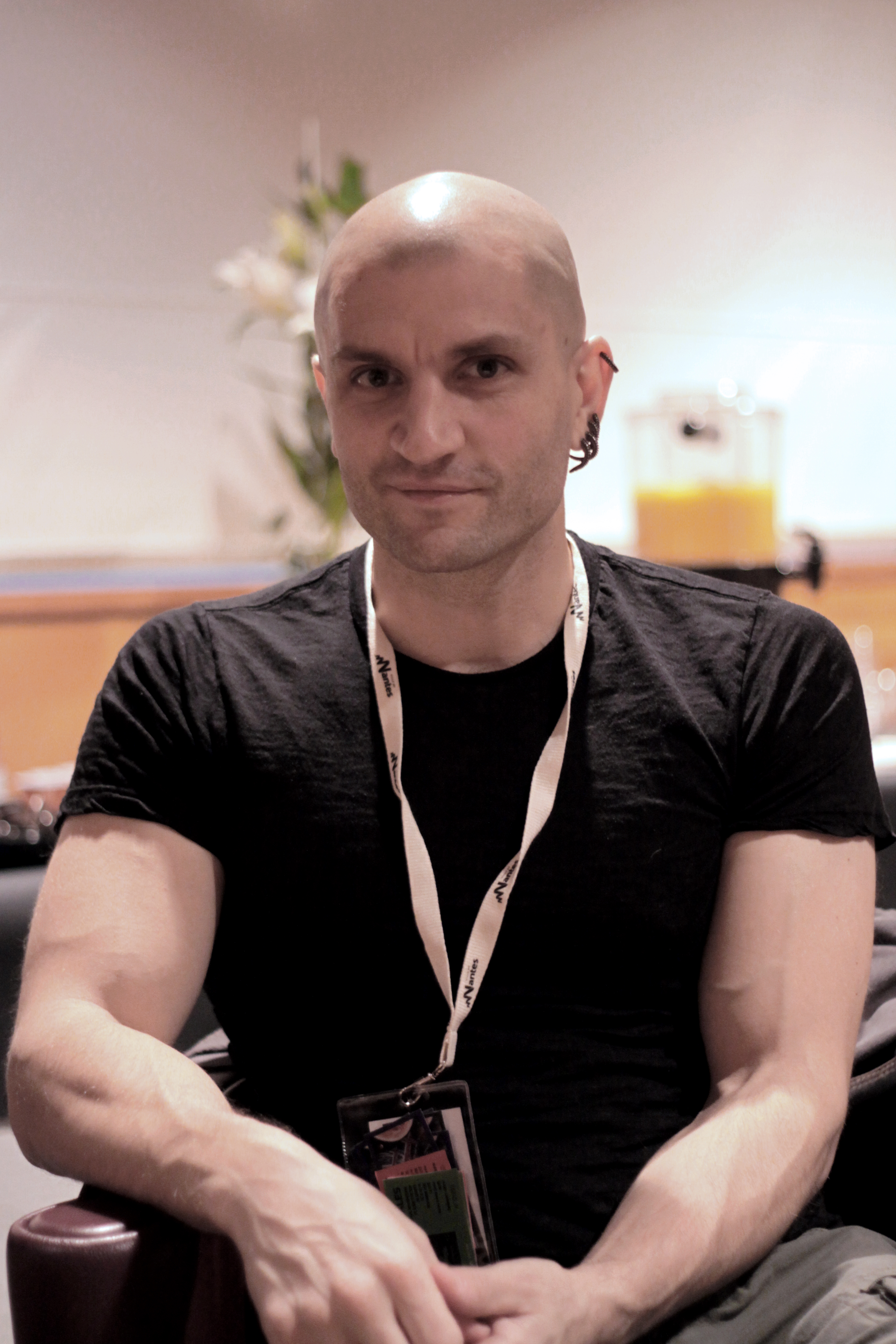
Чайна Мьевиль

Айзек возглавляет небольшую группу, в которую входят в том числе Ягарек и Дерхан Блудей, подруга Лин — журналистка и арт-критик средних лет, борец за права рабочих и революционерка. Параллельно в городе происходит стачка докеров-водяных, к которым присоединяются ряд докеров-людей, однако по «расовым» причинам другие рабочие организации остаются в стороне. Власти пытаются спровоцировать конфликт между докерами-людьми и докерами-водяными, в итоге стачка жёстко и насильственно подавляется милицией. Частью этой операции является разгром подпольной революционной газеты «Буйный бродяга», а издателя Бенджамина Флекса, близкого друга Дерхан, бросают в тюрьму. Настоящей причиной разгрома газеты стало обнародование информации о существовании мотыльков и о сопутствующей их появлению коррупции; сосед учёного Дэвид сообщает правительству о мотыльках и кризисной энергии. Попурри, узнав о роли Айзека в истории с мотыльками, решает, что тот хочет занять долю на рынке наркотиков и берёт Лин в заложники. Городские власти и Попурри начинают преследовать Айзека и его товарищей. Айзек хочет спасти Лин, но Лемюэль убеждает его, что она уже мертва. Айзек решает уничтожить мотыльков. Айзека, Дерхан, Лемюэля и Ягарека находит милиция, пытаясь взять их живыми, но героев спасает Ткач, унося их прочь через мировую паутину; им приходится скрываться.
Группе помогают Ткач, не являющийся добычей мотыльков из-за своих необычных способностей, и Совет конструкций, использующий для общения аватару — труп человека с электрическими контактами вместо мозга. Айзек заключает сделку с Советом конструкций, и тот на основе сложных вероятностных вычислений выясняет, что логово мотыльков находится в Оранжерее кактов; Ягарек обнаруживает гнездо благодаря охотничьему чутью. Атака на гнездо частично достигает успеха, удаётся уничтожить яйца мотыльков, но не их самих. Окончательная победа над мотыльками одерживается благодаря новой технологии, открытой Айзеком, — кризисной машины. Решающая битва происходит в районе вокзала на Затерянной улице; усилиями группы кризисная машина соединяется кабелем с Советом конструкций, находящимся в Грисском меандре. Совет конструкций задействует своих адептов — людей и представителей других рас. Чтобы машинный интеллект не получил неограниченную власть, Айзек предусмотрительно устанавливает «прерыватель», блокирующий обратную связь. Водяная Пенжефинчесс, нанятая Айзеком, помогает протянуть кабель по дну реки; в качестве приманки для мотыльков Айзек использует умирающего человека по имени Андрей Шелборнек, которого Дерхан насильственно похищает из больницы. От сил милиции Айзека и его товарищей спасает Джек-Полмолитвы, чудесным образом возникающий из ниоткуда.
Айзек всё-таки находит живую Лин, которая, как выясняется, содержалась там же, где и мотыльки, но она становится жертвой последнего монстра и теряет разум. Преследуемый правительством, Айзек с товарищами прячется в грязной дыре, и его работа над проектом для Ягарека близится к завершению. Учёного посещает гаруда по имени Каръучай, которая сообщает, что Ягарек «украл её выбор», и просит не помогать ему, чтобы свершилось правосудие. Речь идёт об изнасиловании с точки зрения человеческой расы, хотя гаруды не называют это так. Айзек отказывается помогать Ягареку и вместе с Дерхан и беспомощной Лин покидает город, считая, что «нас здесь больше ничто не держит». Ягарек отвергает приглашение Джека-Полмолитвы, который предлагает «полмира… такую же… ублюдочную, маргинальную жизнь». Он вырывает остатки перьев и уходит в «простор Нью-Кробюзона, этого величайшего сростка архитектуры и истории, этого сложнейшего конгломерата денег и трущоб, этого языческого божества на паровой тяге».

## Отзывы критиков
Роман получил положительные отзывы критиков, которые отметили его сложность и масштабность, проработанность деталей и полноту, убедительность и правдоподобность мира. Критики похвалили изобретательность автора и увлекательность истории, посчитав главным достижением Нью-Кробюзон, являющийся и главным героем романа.
Майкл Муркок охарактеризовал роман как «объемное и блестяще проработанное фэнтези о параллельном мире». Критик отметил изображение экзотических существ: автор замечает внешние детали, «чувственность и красоту как обычного человека, так и совершенно чуждого нечеловеческого существа»; захватывающие эпизоды с ужасными монстрами вызывают кошмары после прочтения. Муркок сравнил роман с английской фреской XIV века: на ней изображены бедняки, души которых возносятся на небеса, в то время как власти предержащие, короли и епископы, отправляются в ад. Критик посчитал удачей автора сюжетную линию с «грустным и наполненным тоской» Ягареком и отметил красочное описание взаимной страсти между главным героем и его любовницей-жуком в самом начале романа. По мнению Муркока, в книге правдиво показаны отчуждение индивида и любовь, когда они выходят за рамки шаблонных сюжетов и персонажей. Критик охарактеризовал место действия как «барочный… огромный, мрачный… викторианский город», отметив его замечательный символизм. По оценке Муркока, автор, стремясь «обеспечить соотношение цены и качества», пришёл к жанровым заимствованиям: герои перестают вести себя естественно, что приводит к рационализации их поступков. Последнее, по мнению критика, противоречит самой сути романа. Муркок отметил, что авторская восприимчивость привносит в роман викторианское великодушие и моральную проблематику.
Брайан Стэблфорд назвал «потрясающую» книгу наиболее яркой в британской фантастике со времён «Арабского кошмара» Роберта Ирвина. В центральном для произведения конфликте участвуют аутсайдеры Нью-Кробюзона, «отказавшиеся от бремени цивилизации индивидуалисты», в которых сочетаются животные и божественные черты. Сражаясь против ужасной угрозы, герои понимают, что должны победить, даже в том случае, если победа окажется всего лишь меньшим злом. Как отметил Стэблфорд, концовка романа единственно возможная для фэнтези, утверждающего моральную и интеллектуальную ответственность. После победы над злом возникает надежда на возможную в будущем, хоть и далёкую, человеческую утопию на месте уродливого города. Стэблфорд охарактеризовал изображение Нью-Кробюзона как «продуктивую фантасмагорию», способную оказать гнетущее впечатление, подобно картинам Босха и Брейгеля. По оценке критика, эта картина, не более ужасная, чем криминальный Лондон из первого романа Мьевиля «Крысиный король», однако, при всех уродствах, Нью-Кробюзон скорее является Садом земных наслаждений, а не чистилищем; город, будучи современным, пребывает в «муках прогресса» (в этом аспекте автор, по мнению критика, делает шаг вперёд по сравнению с первым романом): «отвратительное разрастание» Нью-Кробюзона может привести к лучшему миру.
Литературовед и исследователь медиа Марк Булд охарактеризовал роман как «великолепный образчик жанра галлюциногенной сонной дури, мутирующий в социалистическую фантастику», отметив сочетание в захватывающей истории как новизны, так и известных элементов, например, существ (птицы, пауки, гибриды и т. д.) из «Крысиного короля». Булд высоко оценил авторскую манеру письма, отметил точность и сочувствие, близкое к лучшим книгам Дика, в изображении персонажей и окружающей обстановки; Мьевиль «выстраивает уровни текстуры, а не орнамента». Булд полагал, что ясность и чёткость стиля уравновешивают упоение языком, которое ещё более заметно, чем в дебютном романе (малоудачный аспект «Крысиного короля»). Как писал Булд, в книге воплощается этический посыл, намеченный в «Крысином короле»: если в раннем произведении намеренная попытка соединения мира текста и реального мира выглядела топорной и дидактичной, то в «Вокзале…» эта задача выполнена более плавно, «этические и эмпатические моменты происходят в толще взаимосвязей». Так, источником взаимопонимания оказываются бордель с проститутками-переделанными и акт предательства; посещение героями «Цирка уродцев» вместо дальнейшего гротеска показывает «развращённость, мизантропию и самодовольство»; свойственные произведениям Тима Пауэрса описания увечий и пыток помещаются автором, по словам Булда, в «политический и этический, а не мифопоэтический контекст». Критик посчитал центральной в романе метафору науки кризиса, которая отсылает к революции. По оценке Булда, «великолепный и отвратительный, могущественный и развращённый» Нью-Кробюзон трудно отделить от структуры произведения. По словам критика, Лондон представлен в виде стимпанка, его описание отражает и современные «тёмные дни» эпохи Тэтчер, Мейджора и Блэра. По мнению Булда, «навязчивая изобретательность» автора сопоставима с фантазией Уильяма Гибсона и Брюса Стерлинга; в духе Нила Стивенсона автор стремится затронуть всё, что возможно. По словам критика, книга соответствует лучшим образцам прозы Дика, но «без диковской мизогинии и прямолинейной уверенности в моральной правоте». По мнению Булда, «великолепные и порочные образы» напоминают образы Элизабет Хэнд, Сторм Константайн и Поппи З. Брайт, но освобождены от «слащавости и эффекта погружения». Автор высмеивает как пустую болтовню и наукообразие в научной фантастике, так и академическое двуличие и политическую журналистику, а также подвергает сатире иудео-христианское презрение к женщине. Недостатками романа Булд назвал, в частности, чрезмерное влияние фильмов о Чужих, сдержанность в описании горя Айзека, излишнюю заботу автора о героях.
Эндрю Батлер посчитал, что роман смешивает элементы фэнтези и научной фантастики. К примеру, сам вокзал — и реальное место, и метафора — трудно представить в рамках фэнтези, хотя на этот жанр указывают карта города, огромные пауки или призывание демонов; Айзек обращается к научному методу и использует разностную машину Чарльза Бэббиджа, у него есть робот-пылесос. По мнению критика, Мьевиль, смешивая жанры, следует М. Джону Харрисону и Мервину Пику, а в размышлениях о природе человека в последней трети романа Батлер усмотрел близость к темам Ф. Дика, у которого взят эпиграф. По мнению Батлера, роман далеко отстоит от традиции Толкина и Клайва Льюиса, автор не воспевает утраченные Англию или Лондон; как отмечал критик, в книге «нет ни эльфов, ни пения у костров, ни приятных развязок» — герои сталкиваются в настоящими проблемами и опасностями, у них разные мировоззрения, а главному герою неоднократно приходится делать не всегда верный и имеющий последствия моральный выбор. Батлер отметил, что «многолюдные и немытые улицы» города всегда располагаются не слишком далеко от реки и «заполнены диковинками и уродствами, революционерами и шпионами». Батлер высоко оценил стиль романа, благодаря которому целый мир описывается «непринужденно и элегантно», а ускорение темпа повествования не мешает авторским отступлениям, изображению деталей или внутреннего мира героев.
Том Арден, отмечая элементы научной фантастики, посчитал «гротескный, готический» роман ярким образцом «изобретательного и экстравагантного фэнтези» и сравнил жанр произведения с киберпанком. Критик не сомневался в успехе «большой, смелой и амбициозной» книги. Нью-Кробюзон, по мнению Ардена, показан впечатляюще, с редкой для фэнтези детализацией и полнотой; в то же время автор избегает объяснений и не перегружает читателя лишней информацией. Несмотря на приличный объём романа, действие с первой страницы развивается динамично. По словам Ардена, по мере развития сюжета «странности перерастают в вакханалию извращенного, жесткого, тёмного гротеска», хотя избыток фантастического приводит в действие закон убывающей доходности. Среди недостатков произведения Арден назвал ложное представление о жизни в городе: автор видит в нём только мерзость, тогда как любой большой город состоит из контрастов, «грязи и красоты, убожества и великолепия, бедности и богатства»; герои говорят как лондонские рабочие. Арден посчитал, что город довлеет и над героями, и над сюжетом, которые вторичны по отношению к Нью-Кробюзону.
Писательница Розанна Рабинович высоко оценила роман: автор сумел, обратившись к традиционным элементам фэнтези, создать яркое и уникальное произведение, которое «в занимательной форме ставит политические и философские вопросы». Как и «Крысиный король», роман посвящён маргиналам и отбросам; по мнению критика, книга напоминает раннее творчество Сэмюеля Дилэни («Падение башен»), дополненное брехтовской горечью. Полицейские и воры неотличимы друг от друга, а ненадёжные альянсы создаются и разваливаются. По словам Рабинович, текст Мьевиля «источает разложение, тьму и в то же время жизненную силу». Элементы фантастики — сказочные создания (прежде всего могущественный паук) или незнакомые ландшафты — сочетаются со вполне жизненными переживаниями и проблемами «героев», которые не получают награды за свои мытарства. Рабинович критически оценила «отвратительных» мотыльков, появление которых нарушает общую тональность произведения, создаёт избыток «слизи» и «гноя», грубости и жестокости. По её мнению, сражения с ними «зачастую выбиваются из затейливого сюжета, насыщенного красноречивыми деталями». Критик похвалила драматический и неожиданный финал.
Писательница и обозреватель журнала «Локус» Фарен Миллер отметила смешение научной фантастики и тёмного фэнтези, полагая, что роман в больше степени напоминает стимпанковскую версию Данте. Критик охарактеризовала книгу как «дантовскую басню индустриальных времён, от эпохи Диккенса до наших дней, со своей кибернетикой, астрофизикой и большим бизнесом». Нью-Кробюзон критик описала как кошмарную метаморфозу Лондона, «необъятные владения металла, тьмы, заклёпок и загрязнений», которые наполнены мерзостью и жестокостью, в них царит промышленная магия. По мнению Миллер, временами литературные сравнения в описании города выглядят навязчивыми, а стиль становится вычурным, даже оставаясь приземлённым. Миллер писала, что в романе присутствуют «и радость, и трагедия, и необыкновенные достижения разума», рассматриваются «справедливость, самооценка и многое, многое другое».
Джон Клют посчитал книгу лучшим стимпанковским романом со времени «Машины различий» Гибсона и Стерлинга и расценил Нью-Кробюзон — «огромный бурлящий мегаполис… кошмарная пародия на Лондон или Париж» — как «потрясающее творение». В нём, по мнению критика, есть всё, что необходимо для такого города. Клют затруднился в определении жанра романа, «вещи в себе», которая выходит за рамки классификации. Критик отметил черты фэнтези, научной фантастики и в большей степени хоррора / тёмного фэнтези. Так, на фэнтези указывают магия, которую Мьевиль делает наукообразной, и моральное очищение большинства главных героев, проходящих через суровые испытания. С хоррором или тёмным фэнтези роман сближает сюжет о вторжении чудовищ, которые угрожают самому существованию мира; в духе хоррора роман скорее «утопает» в «отвратительных телесных жидкостях и выделениях». В то же время, по мнению Клюта, роман можно считать научной фантастикой в той степени, в какой он рассказывает о «возможных трансформациях… в возможных мирах». Клют отметил, что автор мог бы и сократить роман, в котором имеются трудночитаемые фрагменты с избытком «коротких, раздробленных, ярких» фраз. В эти моменты стиль автора становится задиристым и эксцентричным, в попытке описать «лязгающий засахаренный беспокойный перенаселенный» город. Когда сюжет достигает кульминации, повествование ведётся на повышенных тонах, «осипшим голосом»; Клют отметил, что, несмотря на громкость, ужас и веселье, в романе можно увидеть завтрашние лица: «грязные, печальные и смеющиеся, настоящие и фальшивые».
Литературный критик Хавьер Мартинес отметил элементы научной фантастики (пришельцы, незнакомые ландшафты, искусственный интеллект) и фэнтези и хоррора (доиндустриальные и средневековые культурные символы, вампиры), но посчитал, что вопрос о жанре уводит в сторону от главного в содержании книги — размышления о гибридной культуре. Мартинес охарактеризовал произведение как фантасмагорию и «гибридное повествование». По его мнению, автору как никому другому удалось исследовать «гибридную зону» (о которой в романе говорит господин Попурри), тему, значимую для спекулятивной фантастики в XXI веке: темы гендера, сексуальности и класса затрагиваются даже тогда, когда обсуждаются использование технологий и политической власти и злоупотребление ими. По словам Мартинеса, в мире романа отражается противоречивая ситуация стран третьего мира, что делает книгу вполне актуальной; Мьевиль показывает, как «очаги технологий и инноваций» вписаны в реальность «неразвитой инфраструктуры и культурного отставания».
Писатель Джеймс Саллис оценил роман как блестящий, своего рода драгоценный камень; критик отметил, что Мьевиль смешивает множество жанров и с пиететом относится к предшествующей традиции фантастической литературы. По словам критика, книга, не являясь вполне мере ни научной фантастикой, ни фэнтези, включает элементы высокого фэнтези и сурового реализма, любовной истории и готического хоррора, приключенческого жанра и интриги; в то же время в книге нет ничего нового. По мнению Саллиса, в романе необычным образом сочетаются средневековые и современные технологии, невероятный социальный охват и внимание к индивиду. Саллис усмотрел сходство с ранними произведениями Альфреда Бестера с его большим количеством идей и отметил переклички с творчеством Филипа Фармера и М. Пика; тема социальной ответственности и образ города как самостоятельной сущности отсылают к М. Муркоку; такие черты романа, как тоска по романтике, фрустрация и отчаяние, указывают на произведения Харрисона.
Норман Спинрад отметил сходство романа с «Горменгастом» М. Пика в плане большого объёма произведения, места действия и главного героя — громадного и ветхого готического особняка у Пика; викторианский город Мьевиля тоже выглядит готическим и медленно приходит в упадок, вероятно, в течение тысячи лет. Герои «Вокзала…» намного более живые, сложный сюжет более динамичен и четко очерчен; за пределами громадного пространства Нью-Кробюзона явно существует «огромный и разнообразный» мир. По оценке Спинрада, Нью-Кробюзон можно считать и «диккенсовским», викторианским Лондоном, в котором «ретротехника» органично сосуществует с магией, порождая странную смесь фэнтези и «стимпанка», и который напоминает «Лондон, любовь моя» Муркока. Спинрад обратил внимание на эпиграф из «Мы вас построим» Дика, отражающий почти полную погружённость героев в реальность города. Мьевиль, по мнению Спинрада, следует за Диком, который подавал читателям фэнтези в обертке научной фантастики, хотя и с существенными отличиями: викторианские магия и наука находятся примерно в одинаковом состоянии упадка (и ранее были более развитыми), что указывает на научную фантастику; и всё же авторский мир полностью вымышлен, он не связан ни с обычной реальностью, ни с фэнтезийными «образами, тропами или культурными мифами», ни с методами научной фантастики, которые оставляют читателей в «мультивселенной их личных возможностей». Хотя автор сохраняет «иллюзию мимезиса», не уходя в область сюрреализма (в рамках которого отношение к действительности неважно), вопрос, является ли роман «научной фантастикой, знающей, что она — научная фантастика» или это «фэнтези в обличье научной фантастики», не имеет значения: согласно Спинраду, «это вымысел, который не только знает, но и провозглашает, что он — вымысел».
Критик Сильви Буригана отметила неординарное мастерство молодого писателя в создании мира, который выглядит давно знакомым и сразу захватывает. Своеобразный «дневник» Ягарека, с которого начинается роман, кажется «многословным, вымученным, немного сбивчивым», однако, по словам критика, тонко раскрывает психологию гаруды. Авторский стиль Буригана охарактеризовала как сдержанный, «всегда… нагруженный, насыщенный прилагательными, перифразами, вводными фразами и описательными отступлениями». Эта избыточность, по мнению критика, отражает «кишение, липкость, вязкость, тошнотворность» Нью-Кробюзона, но текст остаётся вполне читаемым. Несмотря на «вязкость» текста, используемые средства выражения скорее экономные. Причудливые образы вводятся автором плавно, диалоги оказываются содержательными, не будучи сильно затянутыми, а персонажи — индивидуальными. Критик отметила человечность и привлекательность героев, принадлежащих в разным расам, с их «идеалами, наивностью, нелепостями и пороками». Автор, создавая в начале романа образ загнивающего города и делая несколько аллюзий на его прошлое (в том числе и «нью» в названии), отказывается от экологизма или катастрофизма, как и от жанра романа с ключом. По оценке Буриганы, акцент делается на человеческой драме, которой сопутствует юмор. В романе много жестокости; автор беспощаден к читателю, что отличает произведение от «вульгарных» романов-фельетонов Эжена Сю и Леружа при некотором сближении с ними. По словам критика, эгоизм и устремления героев связываются в общую Судьбу, образ которой воплощает Ткач, напоминающий мойру Клото и Пифию. По обобщению критика, роман представляет собой «сложную, но очаровательную смесь»; повествование «разбухает, сбивает с толку, иногда „слетает с катушек“, но все же берёт за душу». Как заключала Буригана, чтобы в полной мере оценить роман, следует войти в эту вселенную, в этот город, подобно Ягареку, который после грехопадения и долгих поисков входит в Нью-Кробюзон «как человек».
Писатели Ник Реннисон и Стивен Эндрюс отметили, что, если допустить возможность авторского мира, то его политика, власть и этнография выглядят безусловно правдивыми. Писатели Дэмиен Бродерик и Пол Ди Филиппо считали, что необычные достижения техники, смешанные с магией, делают «притягательный, отталкивающий» Нью-Кробюзон оригинальной пародией на викторианскую эпоху, и определяли роман как фантасмагорию. Критик Штефани Брёзике посчитала, что Нью-Кробюзон — настоящий герой романа о «городе без начала и конца»; книга, как и город, содержит множество «причудливых персонажей, захватывающих историй и фантастических приключений», которые складываются «неповторимую общую картину». По словам критика, роман создаёт и новое содержание, и новый стиль, одновременно являясь отличным развлечением. Критик Свен-Эрик Вемейер отметил уникальность и цельность созданного автором альтернативного фэнтезийного мира с викторианской историей на основе стимпанка; Мьевиль не следует тому или иному жанру и не смешивает жанры. Вемейер похвалил обилие идей и образов, умелое обращение с языком — эти элементы, по его словам, формируют «грандиозное повествование». По мнению критика, роман, написанный учёным-марксистом, который следит за политикой, вносит новизну в «ангажированную» или «социально-критическую» прозу.

## Анализ

### Жанровые особенности и идейные связи
Среди критиков и академических исследователей развернулась дискуссия о жанре романа, его «неклассифицируемости», а также о левых идеологических устремлениях. Жанр определялся как научная фантастика, фэнтези (городское фэнтези), хоррор, стимпанк или «странная фантастика»; отмечались черты сюрреализма, магического реализма, а также городского реализма и приключенческого боевика.
Критики отметили множество источников вдохновения, прежде всего цикл о Вирикониуме Харрисона и «Горменгаст» М. Пика. На образ Нью-Кробюзона повлияло изображение Лондона во «Вратах Анубиса» Тима Пауэрса, а также описания города в произведениях Диккенса, Конрада и Честертона. Среди других вероятных источников — миры Ланкмара и Малайсии, роман Дилэни «Дальгрен», «Плоский мир» Терри Пратчетта, «Дочь железного дракона» Майкла Суэнвика, «Крысы и гаргульи» Мэри Джентл, «Машина различий» У. Гибсона и Б. Стерлинга (откуда взят Совет конструкций, соответствующий традиции научной фантастики в духе HAL 9000 из «Космической одиссеи»), произведения Говарда Лавкрафта, А. Бестера, Ф. Фармера, Ф. Дика, М. Муркока, Джина Вулфа, фильм «Бразилия» и «Кольцо нибелунга» Вагнера. М. Булд обнаружил отсылки к Свифту, Урсуле Ле Гуин и «Бармаглоту» Льюиса Кэрролла. Имя мэра является аллюзией на Иеремию Бентама. Сам автор приводил внушительный список, включавший британские детские передачи 1970-х и 1980-х годов, фильмы «Матрица» и «Князь тьмы», серию фильмов о Чужих, работы братьев Квей и Яна Шванкмайера, сюрреалистов Макса Эрнста и Ханса Беллмера, современных художников Маурица Эшера, Жана-Мишеля Баския, Криса Уэйра, Бёрна Хогарта и других. Мьевиль упоминал «Джейн Эйр», «Жёлтые обои», «Врата Анубиса» и «Малайсийский гобелен»; влияние этих произведений литературовед Джоан Гордон посчитала менее очевидным. В то же время автор дистанцировался от «Властелина колец», чья «моралистическая, абстрактная логика» нивелировала политическую сложность; Мьевиль категорически не соглашался с представлением Толкина о фэнтези как «утешении», хотя признавал его революционную роль в «конструировании целостного вторичного мира». Мьевиль так комментировал написание романа:

Я вполне сознательно старался создавать фэнтези, отличающееся от Толкина... Я сделал что-то вроде контрольного списка: Толкин — сельский и пасторальный, так что сделаем его городским и дерьмовым; Толкин — это феодализм-лайт, так что сделаем из него тёмный капитализм, и так далее.
В романе нет ностальгии по утраченному прошлому. Литературовед Уильям Бёрлинг связывал роман с новой формой фантастического — «радикальным фэнтези», ответом на развитие глобального капитализма на рубеже XX—XXI веков. Бёрлинг выделил три новаторские черты романа, отличавшие произведение от предшествующего фэнтези. Во-первых, в романе «буквально, без аллегорий и с помощью когнитивного остранения» показаны «экономическая эксплуатация и идеологическая мистификация при промышленном капитализме»; реалистично описаны тяжёлые условия труда и отчуждение пролетариата (портовые грузчики, мясники, чернорабочие и безработные), который включает как людей, так и другие расы. Во-вторых, выстроенный мир не основан на манихейском противопоставлении добра и зла, а показан исторически — материализм и диалектика заменяют идеализм и метафизику. В романе подчёркивается «неустойчивая, жестокая, безыскусная и репрессивная политическая обстановка» города, показаны «разложение правящего класса и его карманных политических партий», жестокость как милиции, так и криминального мира. Дьявол не является метафизической властью, а его подручные не отличаются от властей Нью-Кробюзона; отношения между двумя мирами носят вполне материальный, товарно-денежный характер. Посол Ада выглядит как «перегруженный работой бюрократ» и называет Нью-Кробюзон «соседями». Как писал Бёрлинг, всё это не предполагает существования «хорошего» бога. Наконец, по мнению Бёрлинга, книга отличается от «сковывающих мистификаций традиционного фэнтези», ориентированного на метафизику, фатализм или идеализированное прошлое с его «высшими и всеобщими „ценностями и традициями“» (как в случае с произведениями Толкина или Кеннета Грэма) в качестве альтернативы дегуманизации и коммодификации. В романе предлагаются не ностальгия, смирение или индивидуальный бунт, а коллективное классовое политическое действие со стороны угнетённых, которые ранее в нём не участвовали; это прогрессивное действие направлено в будущее.
Роман характеризовался М. Булдом как «научно-фантастическая история в фэнтезийном „вторичном“ мире». Связь Бас-Лага с Землей не проясняется, он может быть либо альтернативной Землей, либо другой планетой. По мнению литературоведов Кита Букера и Энн-Мари Томас, разные виды скорее напоминают инопланетян в научной фантастике, чем существ из фэнтези, хотя Бас-Лаг имеет сходство c фэнтезийными мирами типа Средиземья Толкина. Как отмечал Фридман, Бас-Лаг воспринимается как огромный мир с собственной географией: с разными странами и их историями, с «океанами, пустынями, военными и торговыми отношениями Нью-Кробюзона с конкурентами». Мьевиль описывает множество областей человеческой деятельности, что, по мнению Фридмана, редко встречается в жанре фэнтези: власть, государство и экономику; жилищные условия, транспорт, энергетику; научную и богемную среду; философские представления, религиозные и сексуальные практики; политических радикалов, органы правопорядка, различные виды преступности и т. д.
По мнению Букера и Томас, гибридность книги типична для литературы постмодернизма; гибридность и разнообразие превозносятся, но ввиду социалистических взглядов автора не являются самоцелью: разнообразие не рассматривается как абсолютное благо, которое обязательно ведёт к эмансипации (примерами служат Попурри и Совет конструкций), а в отсутствие единства, напротив, может приносить вред, разделять и заканчиваться угнетением. Автор подчёркивает важность групповой солидарности и ценность единства в рамках разнообразия. Как писали Букер и Томас, роман аллегорически указывает на расизм в западных обществах, где при господстве белых присутствуют и другие расы. Литературовед Джастин Коснер поместил роман в один ряд с такими произведениями, как «Резец небесный» Ле Гуин и «Гаррисон Бержерон» Воннегута, которые критикуют политическое устранение различий и принудительное равенство как угрожающие индивидуальной субъективности.

### Нарративная структура. Город и персонажи
Нарративная структура романа характеризуется как сетевая и многослойная. Помимо основного сюжета в жанре приключенческого экшена, значимые второстепенные линии включают историю Лин и попытки её спасения, всю линию Ягарека и его отношения с Айзеком, связанный с Дерхан сюжет о квазимарксистском революционном движении, нацеленном на уничтожение капитализма и диктатуры в городе. Множество мелких второстепенных сюжетов связано с Айзеком. Автор использует два типа повествования. Основная часть романа строится вокруг гетеродиегетических нарраторов. Чаще всего фокализатором выступает главный герой, Айзек, иногда — Лин, Дерхан и мэр Рудгуттер; все эти нарраторы являются местными жителями. Другой тип, гомодиегетический, используется в начале, в концовке и в некоторых других местах (в общей сложности в десяти случаях), когда читатель видит город глазами Ягарека (внутренняя фокализация). Как отмечал литературовед Рафаэль Церингер, Ягарек — чужестранец, и такой прием, классический для научной фантастики, позволяет читателю познакомиться с вымышленным миром и освоиться в нём. Режимы повествования противопоставлены друг другу и, по словам Церингера, совмещают «близость и дистанцию, партикуляризацию и тотализацию», взгляд прохожего и взгляд «с высоты». Голоса Ягарека и Ткача прерывают обычный линейный нарратив. Ткач говорит стихами и намёками, его поток сознания напоминает дадаизм и язык «Поминок по Финнегану»; хотя Ткача частично можно понять исходя из контекста, смысл всегда остаётся неопределённым и зависит от свободных ассоциаций, метафор и метонимий. Как полагал литературовед Александр Велозу де Абреу, автор, отвергающий любой эскапизм и связывающий политику и фэнтези, обращается к нарративной стратегии, которая включает аллегорические символы и метафоры, архетипы, отсылки к мифологии и истории. Эта стратегия в значительной степени исключает контекстуализацию, нарратор не посещает большинство мест, что, однако, придаёт городу глубину. Как полагал Фридман, хотя Мьевиль наследует Диккенсу и Конан Дойлу, структура романа отличается от нарративной структуры предшественников (у которых главная сюжетная линия вторична по отношению к множеству побочных сюжетов, персонажей, деталей и т. д.), поскольку сюжет о мотыльках занимает первое место. Центром романа до некоторой степени является вокзал, где происходит развязка, хотя на протяжении повествования он почти не упоминается.
В центре романа находится образ Нью-Кробюзона, своеобразного городского Горменгаста, гибридного города, который аллегорически изображает Лондон, возможно, в далёком будущем. Этот диккенсовский квази-викторианский Лондон изменён и искажён. Автор подробно описывает городские сооружения, преимущественно в мрачных и гнетущих тонах. Нью-Кробюзон расположен в месте слияния двух рек, которые разделяют город, как и Темза. По словам Велозу де Абреу, район доков с грузчиками-водяными и кораблями, буксируемыми червями, отсылает к местности восточнее Тауэрского моста конца XIX века. По оценке литературоведа Хадас Элбер-Авирам, роман следует «Холодному дому» Диккенса в представлении города как «плавильного котла» из «власть имущих и обездоленных». Город имеет черты современного Каира и старых районов Нового Орлеана, а также Вирикониума из произведений Харрисона, сочетая развитие и архаику, утончённость и разложение. Гордон характеризовала Нью-Кробюзон как гиперболизированную метафору гибридности современных больших городов.
По словам Бёрлинга, город — не метафора, а метонимия, которая помогает Мьевилю (как и Диккенсу) показать и подвергнуть критике «нерепрезентируемую капиталистическую тотальность»; Нью-Кробюзон не просто служит «фоном» для сюжета, а является источником нарратива. Обитатели не могут видеть весь Нью-Кробюзон и всегда интерпретируют его по-своему. Как полагал Бёрлинг, Ягарек пытается осмыслить город как целое, и его неспособность пространственного восприятия отражает формулировку Фредрика Джеймисона, который писал о «разрушительной неспособности» мыслить политически в эпоху постмодерна. Как отмечал Велозу де Абреу, население города постоянно маргинализуется друг другом и самим городом, который выталкивает их на окраины и в бедные районы, но таким образом, что хепри, например, этого не замечают. Город в итоге поглощает Ягарека, чужака, который сначала пытается избежать окраин, не принимая маргинальную жизнь. По оценке литературоведа Роберта Вуда, город явно конструируется как гибридное тело, продукт ассамбляжей, в котором органическое и неорганическое, архитектура и биология смешиваются в историческом измерении; история техники и социальной борьбы составляют историю расиализации. История Нью-Кробюзона как постимперского пространства характеризуется колониальным насилием и грабежами, потоками иммиграции, подавленными восстаниями. По оценке политолога Роберта Сондерса, образ нежелательных иммигрантов и маргинализированных меньшинств воплощают хепри, раса «торговцев и путешественников», для которой Нью-Корбюзон стал нереализованным Сионом: помимо геттоизации и ограниченности в правах, Опустошение и последующие лишения открыто указывают на все исторические травмы еврейской диаспоры, от древности до погромов в Российской империи и Холокоста.
Главные герои романа — аутсайдеры; их образы (Лин, Лемюэль, Айзек, Дерхан), по мнению Церингера, в основном не выходят за рамки классических дистопий, в которых аутсайдеры терпят неудачу («Мы» Замятина). Так, Лин является изгоем и среди хепри, и среди людей. Исключение составляет Ягарек, аутсайдер и среди гаруд, и в Нью-Кробюзоне: ему в конце концов удается изменить себя и стать человеком. Формирование характеров героев определяется постоянными процессами «индивидуализации и тотализации» (в терминах Мишеля Фуко). Темнокожий Айзек принадлежит к привилегированному виду, культуре и гендеру — его образ, по мнению Велозу де Абреу, отсылает к белому мужчине, к европейскому империализму, «бремени белого человека» Редьярда Киплинга. Обескураженность Айзека, когда вождь гаруд отвергает возможность сотрудничества, отражает недовольную реакцию господствующего большинства, которое пытается помочь меньшинствам, но встречает враждебность; аналогично отношения героя с Ягареком напоминают попытку господствующей группы решить проблемы меньшинств. Велозу де Абреу отметил мифологические и иные аллюзии. Так, Лин и её раса проходят через трансформацию — древнеегипетский жукоголовый бог Хепри символизировал созидание, воскресение, трансформацию; образ Ягарека, ищущего свою идентичность, отсылает к хищной птице как символу свободы и победы, к древнеегипетскому богу солнца, который изображался с головой сокола — гаруда кажется Айзеку величавым и могучим, но не выглядит таковым; какты, которые адаптируются и выживают в негостеприимном городе, отсылают к кактусам, воплощающим стойкость и некоторым образом сопротивление. По мнению Велозу де Абреу, Ткач — компьютер в бреду и бог из машины — аллегорически отсылает к написанию текста и выстраиванию нарратива (исследователь упоминал миф об Арахне из «Метаморфоз» Овидия), плетение паутины связано с хитростью и одновременно указывает на господствующий дискурс. По мнению Вуда, фигура Айзека противоречива: его отношения с бывшим начальником Вермишенком неоднозначны, включают симпатии и антипатии, их сближает страсть к науке, к её творческим возможностям; он хочет иметь доступ к лаборатории и поэтому сохраняет зависимость от Вермишенка, что Вуд трактует как цинизм. Айзек — продукт истории города с его патриархатом, присвоением природы и сомнительным представлением о прогрессе и одновременно аутсайдер, фигура сопротивления.

### Капитализм и капиталистические монстры
По оценке литературоведа Карла Фридмана, «полуфашистский авторитаризм» Нью-Кробюзона, вероятно, совмещает в себе черты парламентского режима викторианской эпохи и фашизма 1930-х годов; это капитализм, имеющий неовикторианские и неофашистские элементы. Литературовед Кристофер Кендрик полагал, что мир Мьевиля отсылает не только к эпохе меркантилизма, но и к современной финансиализации, и выделил два отличия авторского мира от реальной истории капитализма. Во-первых, Нью-Кробюзон — это нацеленная на расширение империя с неопределёнными границами; в Бас-Лаге преобладают области и регионы, а не национальные государства. Во-вторых, в мире Мьевиля технологии в большей степени связаны с человеческими силами и телом.
Мотыльки, чудовища, напоминающие Чужих, являются авторским ответом ктулху Лавкрафта и сравнимы с ними; по оценке Фридмана, это одни из самых ужасных монстров в современной фантастике. Мотыльки описываются как существа ростом «выше медведя», из боков «торчат, извиваясь, хрящевые отростки, похожие на тёмные хлысты». У мотыльков три отдельные пары ног, остроконечный хвост и «огромные крылья неправильной формы». Вместо глаз у них две «глубокие впадины», из которых растут «толстые гибкие усики, точно короткие жирные пальцы над массивными брусками зубов». С помощью огромного, «чуткого и хваткого языка» они выпивают разум из головы жертвы, как «тончайшее вино, выбродившее из разума, из подсознания». Мотыльки выглядят современной версией вампиров, в которых нет ничего человеческого; как отмечал культуролог Стивен Шавиро, им нельзя сопереживать, как Дракуле, можно только быть их жертвой. Как полагал Фридман, мотыльки всё же не являются злом в этическом смысле (в отличие от Саурона, Сарумана и других злодеев Толкина), они находятся за пределами морального выбора и просто существуют, подобно ктулху.
Шавиро считал мотыльков «капиталистическими монстрами», чья «жадность и ненасытность» аллегорически выражают вампирическую природу капитала, процесс его самовоспроизводства; мотыльки превращают интеллектуальный капитал в реальный товар. Как писал Фридман, «разрушительная прожорливость» мотыльков надындивидуальна, подобно отношениям собственности в условиях товарного производства. Согласно Шавиро, в этой экономике вампиров и зомби последние превращаются из отчужденных рабочих в уже исчерпанные (не возобновляемые) источники стоимости; их потребляют и выбрасывают. Экономика мотыльков для Нью-Кробюзона не нова: в ходе её бесконтрольного распространения, подобно раковой опухоли, капиталистические процессы всего лишь интенсифицируются. По выражению Шавиро, это «кошмар безумного присвоения прибавочной стоимости», монстры воплощают «капитализм… с нечеловеческим лицом». Нестабильность этой системы отражает нестабильность, присущую капитализму; по выражению Шавиро, она «будет расширяться по экспоненте и придёт к апокалиптическому краху, как только вся возможная добыча в городе… будет потреблена». Как писал Фридман, речь об ограниченности ресурсов (противоречие между бесконечным спросом и конечным предложением), как в Нью-Кробюзоне, так и во всём Бас-Лаге. Фридман развил подход Шавиро, обнаружив отсылку и к постиндустриальному капитализму, с его сферой услуг, в которой практикуются заменимость неквалифицированных работников и их частичная занятость. По Фридману, мотыльки воплощают нечто противоположное мирной любви в первой главе: абсолютное господство и стирание любых различий между разумными существами. Букер и Томас метафорически сравнивали обездвиживание мотыльками жертв с механизмами буржуазной идеологии, которые описали Грамши и Альтюссер: добровольным принятием буржуазного мировоззрения как собственного; по словам Кендрика, образ мотыльков отражает «индустрию сознания» (в терминах Франкфуртской школы). В качестве капитала как самовозрастающей стоимости рассматривался и Совет конструкций, который Гордон считала Богом во главе религиозных сил, отличая его от «фашистского и капиталистического» государства и от «безудержно капиталистической» мафии Попурри.
Кендрик писал, что в романе рассматривается влияние двухсотлетнего развития капитализма на «волшебный нарратив романтического жанра» и показаны новые образы «надежды и ужаса», которые отражают социальные противоречия капитализма — в прошлом, настоящем и будущем. Данный тезис автор проверяет с помощью «стратегии символической перегрузки»: роман «перегружается» монстрами. Мьевиль осуществляет «сравнительное картографирование, апробирование и расширение» множества фэнтезийных условностей, подвергая их ревизии и пытаясь преодолеть умозрительность в изображении социальных аллегорий. Образы монстров имеют классовый оттенок, а «постмодернистская» тема гибридности чётко находится в логике классовых различий. Кендрик отметил двойственность темы «перегрузки» монстров и отношения к ней: с одной стороны, обилие монстров представляет собой проблему современной культуры, с другой стороны, в нагромождении монстров (мотыльки, Ткач, переделанные Попурри и Джек-Полмолитвы, Совет конструкций, кризисная машина) существует классовое сознание, что видно на уровне сюжета. Так, сюжет о мотыльках связан с социальной борьбой, альянс Айзека вокруг энергии кризиса можно трактовать как союз рабочего класса, у которого пробуждается классовое сознание. Кендрик полагал, что культуры разных видов не настолько различны, а этничность и расы не влекут социальных последствий: социальные классы и классовая борьба остаются на первом месте из-за повсеместности видовых различий.
Роберт Вуд рассмотрел роман с позиций теории капиталистической мир-системы Иммануила Валлерстайна и теоретиков постопераизма Паоло Вирно и Антонио Негри, которые анализировали постфордистскую аффективную экономику, основанную на оппортунизме, страхе и цинизме, находящуюся в состоянии неустойчивости и неопределённости. Мьевиль показывает эволюцию мир-системы последних пятидесяти лет — после краха движений новых левых 1960-х-70-х годов и подъёма с середины 1970-х неолиберального капитализма с его фрагментарной и гибкой структурой производства. Автор размышляет о возможностях социальных изменений, конструируя «сложное, агонистическое и сверхдетерминированное пространство вымышленного города» — главную тему романа. По оценке Вуда, в романе средствами фантастической литературы и научной фантастики показана «богатая и сложная история форм расиализации, создания гендера, режимов сексуальности, историй господства, сопротивления и трансгрессии». Согласно Вуду, книга не показывает выход из структур господства и согласия, однако даёт описание ряда возможностей в этой временной перспективе; писатель пытается представить новую антисистемную политику в рамках гибридности — новом месте социальной борьбы в эпоху постмодерна. На возможность выхода указывает анализ Вирно: страх, оппортунизм и цинизм могут обращаться на саму систему, делая её уязвимой и нестабильной, а сотрудничество всё же создаёт новые формы жизни. Так, нелегитимны государство Нью-Кробюзона и его милиция, которая опирается только на грубую силу. Власти не получают согласия от управляемых и не контролируют созданные ими разрушительные двигатели накопления (мотыльки), которые воплощают «чистые формы присвоения», капитал в эпоху постмодерна; мотыльки уничтожаются Ткачом и силой сотрудничества. По выводу Вуда, в итоге равновесие восстанавливается, но в изменённом виде, это возврат к старой гражданской войне.

### Утопические образы: эстетика Ткача, любовь, сообщество гаруд
Ткач — наиболее антиавторитарный образ в романе. По мнению Сэнди Рэнкин, образ выбивается из рационального нарратива и ставит под сомнение объяснительные модели в марксизме, которые анализируют неудачи утопии с рациональной точки зрения. Ткач описан в психоаналитических терминах; ему снится, что «он пребывает в сознании, а сознание — это его сон… бездонный котел, в котором варятся образы, желания, мысли и эмоции», у него нет различия между возможным и действительным, сном и бодрствованием. По словам Рэнкин, у Ткача нет неврозов, вытесненных страхов и гнева от детской или исторической травмы; в нём «желание, ожидание и не отложенное исполнение желания» сочетаются с печалью, неуверенностью и ранимостью. Ткач не испытывает отчуждения от внешнего мира, что упраздняет разделение между «знанием и эмоциями, эпистемологией и онтологией, субъектом и объектом», между исторической действительностью и мечтаниями об утопии и социализме. Согласно Рэнкин, у Мьевиля речь идёт, говоря словами Джеймисона, о неизменном «революционном желании», которое невозможно подавить. Ткач олицетворяет утопический импульс и революционное сознание, возможность представить альтернативу капитализму — мир без экономической несправедливости. Фигура Ткача, который наслаждается красотой сплетённой им паутины, символизирует свободный от капитала живой труд. По оценке Вуда, образ Ткача отсылает к эстетике, сотрудничеству, безумию, производству без инструментальности. Ткач вызывает страх у городских властей, он практически единственный, кто пытается остановить мотыльков, но в романе, в отличие от последних, остаётся маргинальной фигурой.
Рэнкин отметила, что Ткача можно интерпретировать как криптофашиста, как крипторелигию ввиду фашистской эстетизации политики: движения Ткача показаны «медленными, жуткими и совершенно нечеловеческими» и в то же время «до жути человеческими… как у лицемерного, жеманного священника»; по древним легендам,  Ткачи могли убивать друг друга из-за эстетических разногласий. Согласно Рэнкин, Ткач, будучи Богом-художником, действительно находится по ту сторону добра и зла в смысле Ницше, за пределами любых легенд и идеологий, капитализма — мотива прибыли, игр, сделок, капиталистических соблазнов и т. д. В реальном мире эстетическая онтология Ткача могла бы привести к «эстетизации насилия, войны и смерти», что в Бас-Лаге невозможно.
Фридман рассмотрел любовные отношения Айзека и Лин в контексте понятия «мир» Теодора Адорно (сохранение различий без господства) и схожих взглядов Дэвида Лоуренса, который считал, что секс между мужчиной и женщиной обеспечивает «обоюдовдохновенье» и, шире, «динамическое равновесие тождества и различия». Согласно Фридману, любовь между героями является обоюдовдохновеньем без господства и воплощает образ утопии, который связан с революционной борьбой против капитализма. По мнению Фридмана, автору удалось преодолеть шаблоны бульварной научной фантастики, в которой в облике инопланетных женщин скрывается обычная человеческая сексуальность: секс между Айзеком и Лин представляет собой подлинно эротическое чувство (эрос Лоуренса) и сочетает человеческий опыт с нечеловеческими аспектами секса (крылья Лин). Как отмечал Фридман, большую часть романа любовники разделены, что указывает на трагичность их любви; в концовке эрос более невозможен, хотя настоящая любовь может продолжаться через заботу Айзека о Лин.
Литературовед Эндрю Рэймент отметил, что идея сообщества гаруд нацелена против одной из «священных коров» капитализма — его приравнивания к индивидуализму и, следовательно, к свободе; Мьевиль пересматривает связь между коммунизмом и индивидом. Гаруды — «абсолютные эгалитаристы» и «коммунисты», у них «нет полового разделения труда. Нет денег, нет рангов» и коллективная собственность. Как полагал Рэймент, Мьевиль элегантно решает проблему ограничений свободного действия: общество гаруд предоставляет индивиду максимальный выбор, коммунизм даёт каждому «возможность беспрепятственно выбирать». Коммунистическое общество оказывается абсолютно индивидуалистичным, где единственное преступление — отрицание индивидуального выбора другого. По мнению Фридмана, гаруды — кантианские марксисты, их общество воплощает «мир» Адорно.

### Гибридность
Джоан Гордон рассмотрела три связанных аспекта романа: гибридность, гетеротопию и товарищество. По мнению Гордон, в романе метафора гибридности (свойство, присущее как реальному Лондону, так и современному миру) становится буквальной, ввиду «фантастически гибридных обитателей» и «фантастически разросшегося города». В трактовке Гордон роман — это размышление на тему гибридности и является гибридом — смешением жанров и традиций, «потомством» непохожих «родителей», Харрисона, представителя новой волны, и игр RPG, в чём признавался автор. Гибридность присутствует на всех уровнях текста, затрагивая персонажей, город (в частности, переделанных, включая Попурри), политику, язык и другие аспекты. Литературовед Джессика Лангер описала три взаимосвязанных измерения, где воплощается гибридность — тело, сознание и город. Эти измерения Лангер определила как места трансгрессии. Церингер трактовал гибридность как телесную трансгрессию, в которой тело не просто пересекает вещи или географические границы, а само имеет границы и есть граница. По его мнению, три измерения, описанные Лангер, указывают на тесную связь гибридности с дистопией, что видно из типичного для дистопии типа характера — аутсайдера.
Гордон следовала антропологу Брайану Строссу в определении культурного гибрида как метафоры, которая обозначает человека, культуру или элемент культуры, включающих разнородные черты из разных источников, культур или традиций; исследователь обращала внимание на понятия «гибридная сила» и «цикл гибрида». Так, раса хепри возникла как гибрид, хотя к моменту действия романа в мире Нью-Кробюзона стала «чистокровной». Произведения искусства, которые создаёт Лин, добавляя новизну в традиционное высокое искусство хепри, воплощает «гибридную силу» взаимного культурного влияния; автор использует метафору, превращая биологическую модель в культурную. Гордон рассмотрела гибридность на примере того, как Айзек воспринимает Лин: факт биологических различий между ними вызывает у него отвращение, но Лин его привлекает; Гордон отметила, что Айзек (как и читатель) переходит от чувства омерзения через вытеснение к принятию Лин и чувству желания. Этот переход Гордон связывала с двумя этапами «цикла гибрида»: гибридности и «чистокровности». Лин представляется и гротескной, и красивой одновременно; литературовед связывала эту двойственность с природой гротеска, значимого для литературы модернизма и постмодернизма. В случае Лин гротеск является постмодернистским, поскольку в постмодернизме, в отличие от модернизма, отклонение считается нормальным. По мнению Гордон, автор развивает идею «нормативного гротеска». Гибридность признает господин Попурри, называя город «гибридной зоной», «зоной, в которой нечто отдельное становится частью целого». Попурри говорит о переходе, «точке, в которой одно превращается в другое», основе устройства мира, города и всех жителей; город повторяет цикл гибрида. Попурри ввиду тотальной гибридности отождествлялся критиками с Нью-Кробюзоном или Бас-Лагом — уникальным местом из множества разрозненных частей.
По мнению Фридмана, авторская «политика диалектической гибридности», воплощённая прежде всего в любви между Айзеком и Лин, противостоит постмодернистскому пастишу (в терминах Джеймисона). Здесь примером является господин Попурри, чье тело представляет собой мешанину из разных частей, по выражению Фридмана, «гротескный разгул гетерогенности». Согласно исследователю, Попурри, который переделал сам себя, показывает ещё один вариант «капиталистического монстра» (в терминах Шавиро) с видимостью гибридности; все части тела Попурри являются в буквальном смысле товаром ввиду дорогостоящей переделки. По мнению Фридмана, данном случае, в отличие от мотыльков, изображается капиталистическое товарное производство в его постмодернистской фазе (Ф. Джеймисон), а не в эпоху Маркса: в образе Попурри отражается повсеместность присутствия капитала на планете, трудность восприятия капитализма как целого. Согласно Фридману, теория кризисной энергии, — благодаря которой возникает огромная кинетическая энергия (возможно, вечная) и побеждаются «капиталистические монстры» — утверждает онтологическую нестабильность, противоречивость реальности и предполагает гибридность бытия. Эта динамика, диалектика в духе Дьёрдя Лукача (или «диалектика природы» Фридриха Энгельса) противопоставляется статике и тотализации — пастишу Попурри. Победа Айзека над монстрами указывает на победу над капитализмом, которая, однако, может быть только аллегорической, поскольку не влечет революционных изменений, а всего лишь сохраняет статус-кво: государство Рудгуттера в конце романа остаётся нетронутым и даже сохраняет свою силу. Как отмечал Кендрик, кризисная энергия охватывает не только общество и историю, но и природу, хотя остаётся неясным, что делает кризисная машина (устройство которой основывается на псевдонаучных постулатах, на идее диалектики); машина точно не может управлять ходом истории.
Полемизируя с Фридманом и Гордон, Вуд считал их трактовки упрощёнными: случайный альянс Айзека и его друзей противопоставляется мотылькам, властям и их двойнику в криминальном мире — банде Попурри; сплоченный пролетариат идеализируется, а гибридность связывается с маргинальностью, сотрудничеством и творчеством. Согласно Вуду, критики не учитывают противоречия и антагонизмы, расовый конфликт; гибридность из-за её повсеместности больше не является маркером сопротивления, а определяет центр и периферию, эксплуататоров и эксплуатируемых; гибридность — главная черта государственных институтов Нью-Кробюзона. Полемизируя с тезисом Фридмана о товаре, Вуд писал, что множественность и гибридность Попурри, который переделал себя добровольно и говорит одним голосом, не ведут к сопротивлению, к радикальной политике. Попурри и серьёзный критик-постмодернист, и жестокий преступник, превращающий гибридность в капитал. По мнению Вуда, неустойчивые и чисто телесные отношения Айзека и Лин, которые Фридман идеализирует, не выходят за расиалистскую рамку сексуальности. Вуд, критикуя анализ Гордон, отмечал в отношениях героев элементы неудобства, опасности и потенциальную конфликтность — так, Лин фрустрирована тем, что Айзек не заявляет об их связи открыто. Радикальную эгалитарность Вуд находил в повседневных эпизодах сотрудничества; отношения Айзека и Лин действительно представляют собой линию ускользания от господства и имеют политическое значение, подрывая иерархические структуры города.

### Переделанные и «технонаука»
Гордон полагала, что переделанные удалены от биологической модели гибридности, являясь не генетическими гибридами, а скорее киборгами в трактовке Донны Харауэй, и, возможно, воплощают новый этап наказания и преступления в смысле «истории тела» Фуко. В отличие от Лин, переделанные остаются за рамками нормы и не являются, как хепри, однородной группой, а напоминают монстра Франкенштейна; это яркий пример гротеска. Гордон отмечала коммодификацию тела, метафору женщины как сексуального объекта. Сондерс отметил, что коммерциализация переделанных для проституции связывает капитализм, консьюмеризм и преступность. Джессика Лангер, отмечая сходство «вертикальной» стратификации города с «Метрополисом» Фрица Ланга, писала, что переделанные, которые работают на подземных карательных фабриках, напоминают подземных рабочих из фильма.
Литературовед Эндрю Рэймент отметил несколько вариантов политического высказывания благодаря образу переделанных, фэнтезийному эквиваленту сконструированного субъекта. Переделку, когда тело становится социально-политическим, можно понимать как пролонгированное возмездие, правосудие в духе око за око; сутью наказания оказывается жестокость. Тело редуцируется к означающему (Фуко) и указывает на преступное деяние; тело может выступать и как медиум сообщения (Маршалл Маклюэн). Далее, образ позволяет подвергать критике основы капитализма, его логику дегуманизации: человек, «субъект-знак» (переделанные-рабочие) редуцируется к полезности, к экономической функции, к тому, что человек делает. По мнению Рэймента, здесь показывается логика биовласти Фуко: государство заинтересовано только в производительности индивидов; Мьевиль критикует идею, что человеческие тела принадлежат государству. Наконец, наиболее значима, по Рэйменту, близость к homo sacer Джорджо Агамбена: переделанные решением суверенной власти (парадигмы западной власти, по Агамбену) исключаются из политического тела Нью-Кробюзона и редуцируются к голой жизни. Переделанные представляют собой, по выражению Рэймента, «отбросы, мусор, наросты — помёт суверенной власти»; карательные фабрики явно отсылают к нацистским «фабрикам смерти», применительно к которым философ вводил понятие homo sacer.
Вуд характеризовал систему магии как «дисциплинарную надстройку», которая рационализируется, инструментализируется и становится неотличимой от науки. Эта «технонаука» маркирует и трансформирует биологический материал (тело), создавая расиализацию, и в то же время становится источником кризиса. Творческая «технонаука» — это культурная доминанта, полностью поглощает творческий потенциал множества (труда; в терминах Вирно), стирает различия между революционной энергией и состоянием угнетения. Как отмечал Вуд, переделанный — это фигура неспасаемого, он всегда внушает отвращение; в то же время в аффективной экономике наказание производит прибавочную стоимость (коммерческое использование переделанных). Переделанные вызывают ненависть и страх стать таким, оппортунистическое желание утвердить свое превосходство по сравнению с отвратительными переделанными; отсюда вытекает и цинизм. Так, встреча с переделанным, изображающим гаруду, указывает на «вуайеризм журналистских „разоблачений“, сочетающий удовольствие от зрелища и морализаторскую маску». Согласно Вуду, акт переделки производит и маркирует армию безработных как «всеми ненавидимый класс» — это и «голая сила государства», и «способ отвратительной инаковости». Вуд отмечал отражение логики модерна: сдвиг в наказании указывает на коллапс логики тюрьмы (Фуко), которая, как и тело преступника, больше не считается местом эмансипации. Согласно Вуду, проект новой науки Айзека, в отличие от «технонауки», указывает на радикально иные будущее и науку и связана с социальными изменениями через развитие противоречий до точки кризиса. Как отмечал Вуд, сочетание дескриптивности и прескриптивности сближают проект Айзека с марксизмом.

### Гетеротопия
Гордон предложила рассматривать город не столько как дистопию, сколько как гетеротопию на основе двух её видов, выделенных Фуко, — гетеротопии отклонения и кризисной гетеропии. Для Мьевиля гетеротопия представляет собой продукт особой диалектики, в ходе которой одно место, находящееся в оппозиции к другому месту, через обратную связь порождает новое место — «гибрид, который порождает новый цикл диалектики». Город из отдельных частей преобразуется в место, «находящееся в постоянном движении, с высокой адаптивностью и гетерогенное». Мьевиль отказывается от статичного подхода в пользу динамики, считая, что «модерн, история, всегда-уже в состоянии перехода». Аналогичной динамикой обладает и кризисная энергия — «энергия гетеротопии». Гордон полагала, что эта диалектика пытается совместить склонный к тотализации модернизм и постмодернистскую диффузность, избавляя модернизм от тоталитаризма.
Примером кризисной гетеротопии, которая противостоит гетеротопиям отклонения, является Грисский меандр — свалка, место отбросов и мусора. Если у Фуко кризисные гетеротопии исчезают и превращаются в гетеротопии отклонения (психиатрические клиники, тюрьмы и т. д.), то у Мьевиля машины, напротив, в ситуации кризиса превращаются из девиантов в единый и могущественный интеллект Совета конструкций. Совет конструкций формирует «социальное и историческое целое», соединяясь с другими машинами и людьми, и в то же время являясь «хранилищем истории конструкций». Аналогично гетеротопии у Фуко, Совет конструкций «связан с „раскроем“ времени»; эта кризисная гетеротопия, подобно музею или библиотеке, «вмещает в одном пространстве все времена, все эпохи». Исследователь Тим Миллер считал такую характеристику слишком положительной, отмечая тоталитарную природу Совета конструкций, явно «плохого» монстра, который ушёл от собственных революционных и анархических истоков и является волей без цели; он обещает свободу и знание, однако ассимилируемые им элементы превращаются в расходный материал (зомби) и не имеют автономии. По мнению Миллера, Совет конструкций напоминает тоталитарное государство вроде сталинизма.
По оценке Гордон, борьба Ягарека за право стать членом группы и последующее изгнание указывают на динамику между двумя типами гетеротопии: нарушение норм его собственного общества и обрезание крыльев отражают гетеротопию девиации, а встреча с Айзеком и принятие в группу становятся для Ягарека кризисной гетеротопией, хотя гаруда не возвращает крылья или нормальность. Как полагала Гордон, Ягарека, который после отвержения Айзеком пытается избавиться от любых черт гибридных телесных отклонений, можно трактовать как «модерниста, который борется за чистую нормальность в гибридном мире постмодерна, где отклонение является нормой». Иными словами, «модернистская гетеротопия отклонения для постмодерниста становится кризисной гетеротопией, которая превращает гротеск в норму», стирает свойственное модернизму различие между ненормальным и нормой. Гордон связывала этот процесс изменения с узами товарищества. Как полагал Вуд, идея Гордон об эмансипационных формах гибридности в гетеротопиях не учитывает исторические ограничения понятия гетеротопии: анализ Фуко связан с проектом «высокого модернизма», с ранним этапом развития капиталистической мир-системы и подъёма Европы как центра системы власти и знания. Гетеротопии (психиатрические клиники и др.) нельзя считать полностью антагонистическими этому проекту, как ввиду их множественности, так и ввиду того, что они зачастую конструировались государством как дисциплинарные пространства.
Гордон связывала вокзал на Затерянной улице с пороговой или диффузной природой гетеротопии, которая стирает различие между «этим и тем» (Фуко). Вокзал имеет «диффузную, пеструю, гибридную, хаотическую природу»; являясь пограничным пространством, он характеризуется «вязкой проницаемостью». Вокзал связывает как географию города, так и сюжетные линии романа. По мнению Гордон, в отличие от децентрированной ризомы Жиля Делёза и Феликса Гваттари, и Вокзал, и Грисский меандр — скорее пороговые, пограничные пространства, «неявные промежутки». Они включены в общую систему, в которой формируются центры, хотя во многом сохраняют свои ризоматические качества. Вокзал может служить метафорой для некоторых персонажей, включая Айзека, который думает о себе как о вокзале.

### Паноптикум и лабиринт
Хадас Элбер-Авирам, развивая подход Гордон, отметила столкновение дисциплинарных механизмов и революционных сил гетеротопии в контексте влияния на роман «Холодного дома» Диккенса. По её мнению, лабиринт без выхода, структура которого определяющая для романа, возникает вследствие «поэтического недонесения» (в терминах Гарольда Блума). По словам Элбер-Авирам, автор применяет специфический интертекстуальный приём («отклонение»): достигнув определённой точки, Лондон Диккенса превращается в Нью-Кробюзон, поскольку исключаются возможность выхода и существования внешнего пространства: «Диккенс становится ещё более диккенсовским». Литературовед полагала, что речь идёт о двух разных модальностях лабиринтообразного пространства: у Диккенса оно конечно и дополняется сельской местностью, у Мьевиля из Нью-Кробюзона нельзя сбежать. В повествовании никогда не описывается внешний мир, уход из города совпадает с окончанием текста и сюжетной линией того или иного персонажа. Согласно Элбер-Авирам, Нью-Кробюзон — это «самодостаточный городской лабиринт», не имеющий выхода; нить Ариадны в романе Мьевиля ведёт внутрь города, а не наружу. По выводу Элбер-Авирам, если у Диккенса спасение заключается в бегстве из города (Эстер выходит замуж и селится в поместье), то у Мьевиля оно «достигается через взаимную трансформативную диалектику вовлеченности в мегаполис» — Ягарек начинает ощущать себя частью Нью-Кробюзона.
По обобщению Элбер-Авирам, «Вокзал…», будучи современным городским фэнтези, изменяет некоторые квазифантастические образы и метафоры «Холодного дома», которые либо присутствуют в повествовании Диккенса, либо подразумеваются; роман делает метафоры «буквальными… помещая получившиеся фантастические образы в невозможные ландшафты». В начале обоих романов даётся изображение города — Лондона и Нью-Кробюзона: писатель-фантаст производит инверсию первого абзаца романа Диккенса; в описании ландшафта не упоминается название города, названием которого завершается пролог; Диккенс, напротив, открывает описание в первой главе словом «Лондон». Описания города у обоих авторов перекликаются (грязь, река, смог и т. д.). Упоминаемый Диккенсом мегалозавр превращается хищное ночное чудовище; хлопья сажи, которые в «Холодном доме» сравниваются со снежинками, становятся одушевленной «гадкой белесой жижей».
Чередование повествований от первого и от третьего лица в обоих романах, по мнению Элбер-Авирам, объясняется лабиринтообразным ландшафтом; такой прием позволяет показать лабиринт и изнутри, и снаружи. Так, Ягарек, временами выступающий в качестве рассказчика, бесцельно бродит, подобно беньяминовскому фланеру, и теряется в городском лабиринте. Чередование точек зрения исследователь связывала с фукианским различием между городом-карцером и гетеротопией: если точка зрения от третьего лица отражает перспективу паноптикума, то рассказ от первого лица — путешественника в лабиринте — указывает на субъекта гетеротопии (афазика, согласно Фуко). Как отмечала Элбер-Авирам, Эстер из «Холодного дома» и Айзека объединяют личные травмы; хотя утрата Лин Айзеком показана со стороны, описание сосредоточено вокруг его травмы. Личной травме предшествует «разрыв ландшафта», разлом пространственного порядка — этот разрыв её отражает и усиливает. Исследователь отметила, что точка зрения от третьего лица позволяет установить, где произошли травмирующие события в жизни героев, и косвенно показать символизм этих событий. Совпадение места содержания мотыльков и Лин, по словам Элбер-Авирам, символически связывает «ошибки прошлого и страдания в настоящем».
В обоих романах присутствует Минотавр: у Диккенса это Верховный канцлерский суд, у Мьевиля — вокзал на Затерянной улице. Как отмечала Элбер-Авирам, у двух зданий разные моральные функции: первое связывается с дисциплинарной власти и паноптикумом; второе обозначает место антидисциплинарной гетеротопии — на противопоставление указывает то, что один из мотыльков уничтожается на крыше вокзала; там же проявляется энергия кризиса, а Джек-Полмолитвы успешно защищает Айзека и его товарищей от милиции. Согласно трактовке Элбер-Авирам, наблюдение за всеми гражданами, которое городские власти осуществляют с помощью милиции, превращает город в огромный паноптикум; логово Попурри является гетеротопией отклонения, доведённой до гротеска.

### Роман как городская дистопия. Карты и пространство
Несмотря на деспотизм и репрессивность, Нью-Кробюзон не является в полной мере полицейским государством или полноценной антиутопией, в городе «кипит жизнь», сохраняется жизненная сила. Джессика Лангер, имея в виду марксизм Мьевиля, высказала предположение о «воображаемом городе пролетариата», чья дистопическая природа вытекает из сосредоточенности власти в руках элит, а не из межличностных противоречий. Рафаэль Церингер полагал, что в произведении показан переход от тоталитарных государств (антиутопии Оруэлла и Замятина) к городской дистопии меньших масштабов. Так, правительство Нью-Кробюзона стремится к жёсткому управлению, но не способно контролировать всё городское пространство и перемещения внутри него, различные социальные среды, включая относительно организованные формы сопротивления, и что-либо сделать с легендарными героями (Джек-Полмолитвы) или сверхъестественными существами; правительство не может повлиять на состояние города, его рост и разрастание. Как писал Церингер, традиционная модель государства тотальной слежки, стремящегося к стабильности и изоляции как индивида, так и общества в целом, не применима к городской дистопии Мьевиля. В её основе лежит незащищённость, обусловленная постоянными изменениями и размытостью границ; такая дистопия может быть страшнее, чем любой тоталитаризм. Дистопические элементы обнаруживается в «в тёмной, запутанной сети структур и отношений» в межличностных конфликтах и противоречиях, «в пережитках классических институтов дистопии, в социальных группах, сверхъестественных существах и в самом городе». По оценке Церингера, главная тема романа, на которую указывает название (perdido), связана с блужданием в высшей степени сложной городской системе, в гибридной зоне, наполненной хитростью и обманом; в условиях разрыва между «промышленным упадком и органическим расползанием города», постоянной незащищённости, возрастающей контингентности и сложности.
Церингер считал, что очевидная аллегория с Лондоном уводит в сторону. По его мнению, роман вовлекает читателя в «игру узнавания и неузнавания» и является «размышлением о картах» и о пространственном воображении. Различные персонажи связаны с всевозможными картами, используют их и создают (чаще всего малопонятные и ненаучные): от «метеофантазеров» в Облачной башне до мотыльков, Ткача и Ягарека. Мировая паутина — наиболее полная и аккуратная карта (напоминающая ризому Делёза и Гваттари), хотя Ткач постоянно двигается вокруг и внутри паутины, чтобы поддерживать её в должном состоянии. Мотыльки, в отличие от средневековых чудищ, перемещаются внутрь карты. По оценке Церингера, карты информируют и дезинформируют, представляя Нью-Кробюзон тёмным и обманчивым местом, где постоянны лишь изменения и дезориентация. Нью-Кробюзон — это не спланированный и упорядоченный город, а целая сеть конкурирующих структур и движений, с гангстерами, подпольными газетами, учёными-отшельниками.
По выражению Церингера, заглавная «карта и роман дополняют друг друга», читатели вынуждены постоянно к ней возвращаться, хотя её нереалистичность мистифицирует. На карте город (тёмно-серый цвет) четко отделен от внешнего мира (светлый), где белые пятна указывают на доминирование и центральное положение мегаполиса. По словам Велозу де Абреу, Нью-Кробюзон напоминает кругообразное мозговое вещество с неровными краями. Как отмечал литературовед Стефан Экман, в отличие от карт Толкина, которые иллюстрируют простоту путешествия, в том числе и за их пределы, карта Нью-Кробюзона ограничена городом: выход за её границы есть выход за пределы мира. Исследователи отметили приоритет системы транспорта — железные дороги и воздушные рельсы, которые указаны в легенде — что, как полагал Экман, отражает более современный мир, чем в эпическом фэнтези; улицы, напротив, трудно идентифицируются, их названия отсутствуют. Динамика карта — текст, вписанная в политическое измерение романа, делает объемным мир Нью-Кробюзона: различные места связываются в пространстве и приобретают смысл; связываются и точки зрения различных персонажей, что позволяет затронуть социальные и экономические темы. Так, восприятие Ягареком домов Ручейной стороны подчеркивает инаковость места, у Лин — знакомство с ним Как отмечал Экман, благодаря точке зрения Лин, которая посещает Кинкен, и пространственным связям на карте, можно увидеть, помимо конфликта центра (Кинкен) и периферии (Ручейная сторона), и социальный конфликт внутри сообщества хепри, внутреннюю маргинализацию из-за ортодоксии и лицемерия.

### Товарищество. Диалектика солидарности и индивидуализма
Согласно Гордон, товарищество и дружба позволяют решить вопрос тотализации и тоталитаризма, превратить гетеротопии отклонения в кризисные гетеротопии и сохранить таким образом целостность группы; избежать тоталитаризма помогает «диалектика обратной связи» в группе. Группы, основанные на товариществе и имеющие отношение к гетеротопии и гибридности, несколько раз встречаются в романе: «непризнанные ученые» вокруг Айзека, сообщество художников Лин, подпольный газетный кружок, а также смешанная группа, которая сражается с мотыльками и побеждает благодаря «упорству, изобретательности, храбрости, кооперации, умениям». Гордон отметила сохранение чувства товарищества, хотя состав последней группы меняется: в неё входят разные участники, которые вступают в различные «социальные, механические, политические связи» и имеют разную мотивацию. Так, Совет конструкций действует в собственных интересах, ради неограниченной власти; Ягарек помогает из чувства преданности к Айзеку, Дерхан — из преданности к Лин и редактору газеты, замученному правительством. Согласно Гордон, отношения в этой группе представляют собой своеобразные «концентрические круги взаимосвязей»: группу возглавляют Айзек и Дерхан, а Лин, несмотря на беспомощность, оказывает на них эмоциональное влияние; Ягарек оказывается их другом, Пенжефинчесс и Полмолитвы — попутчики, которые симпатизируют и помогают группе; Андрей является инструментом, его образ воплощает моральную дилемму оправданности целей и средств.
Согласно Гордон, «постоянно конвульсирующее диалектическое единство сознания и подсознания», характерное для людей и ксениев (хепри, водяных и гаруд), формирует «диалектику дружбы, обратную связь, общность, общение». Команда Айзека становится «культурным гибридом», это гибридное сообщество к концу романа сохраняется, хотя в нём остаются только Айзек, беспомощная Лин и Дерхан. С Ткачом и Советом конструкций обратная связь невозможна: в первом случае взаимодействие затруднено ввиду отсутствия у Ткача границы между сознанием и подсознанием; необычность мышления влечёт социальную изоляцию (разговор с ним напоминает диалог со спящим или безумцем), поэтому невозможны общие интересы, обмен, общность или дружба. Мышление Совета конструкций совершенно иное: в нём нет подсознания, с ним возможна только односторонняя коммуникация; Совет конструкций интересуют лишь информация и власть, он оперирует монологами и командами.
Литературовед Кристофер Палмер, отметив широкий спектр современной левой повестки, левых ценностей и стилей в романах о Бас-Лаге, посчитал, что в романе наиболее систематически в трилогии проблематизируются групповая солидарность и результаты деятельности группы. По словам Палмера, описания видового разнообразия и солидарности сочетаются с изображением изолированных и замкнутых одиночек, таких как Ягарек или даже энтузиаст Айзек, хотя последнего можно считать общительным; с Ягареком он ведёт себя «по-детски безответственно», но затем становится его другом. «Мужественный, сдержанный» Ягарек, который держится обособленно, представляет собой противоположность Айзеку; эта дружба, по словам Палмера, «придаёт глубину изображению сотрудничества в его разнообразии» . Палмер обнаружил в романе следующую диалектическую схему: групповые героические достижения помогают всему сообществу (которое ничего о них не узнает), но они вызваны индивидуальной виной и ошибками и зависят от манипуляции или предательства. Палмер характеризовал результаты деятельности группы как всеобъемлющие, но одновременно умеренные и неоднозначные.
По словам Палмера, интерсубъективность и сотрудничество воплощаются в энергии кризиса, которая в ходе «захватывающей и сложной развязки» образует «глубинную структуру политического действия» и указывает на возможности исторических изменений; энергия кризиса не является идеальной, существует лишь временно и связана с обманом и эксплуатацией. Как отмечал Палмер, формирование группы, члены которой обладают разнообразными способностями, приводит не к реальному политическому действию и реальным изменениям, а к крушению иллюзий; Нью-Кробюзон остаётся прежним, несмотря на его аллегорическое спасение от капитализма. Согласно Палмеру, в конце романа показан разрыв между многообразием огромного и грязного города и реальным положением дел в группе: герои покидают Нью-Кробюзон, происходит разрыв между Айзеком и Ягареком. Как полагал Палмер, внезапное решение Айзека отказать Ягареку может быть верным, но нивелирует всё предприятие и достигнутые результаты.

### Роман как критика деконструкции. Этика
Джастин Коснер, полемизируя с марксистскими подходами и соглашаясь с Палмером, утверждал, что нашествие мотыльков воплощает для Мьевиля постструктуралистский метод деконструкции (дестабилизация без референта). Писатель критикует абстрактный деконструктивизм, который часто предшествует коллективистской политике, но игнорирует «содержательные… этические различия». Мотыльки разрушают репрессивные структуры капитализма, социальное и политическое статус-кво, дестабилизируют социальный порядок, что приводит к аномии Эмиля Дюркгейма и нигилизму, который Жан Бодрийяр считал итогом деконструкции. Коснер отметил, что частично сегрегированное общество Нью-Кробюзона основано на дуализме тела и сознания как социальном конструкте: если низшие классы и маргинализированные расы тесно связаны с телом и рискуют стать переделанными, то для господствующих групп значение имеет их сознание, а не тела. Это просто люди; они не описываются или «невидимы», как милиция. Мотыльки уничтожают способы категоризации и «системы порядка» — бинарные системы, обеспечивающие господство, включая тело и сознание, расовые и классовые категории, гендерную бинарность, языковые системы (в духе Жака Деррида и Бодрийяра). Монстры описываются как «невообразимые», их невозможно категоризировать, понять, предсказать их действия, неясно, как гибнет их жертва. Мотыльки в романе называются гермафродитами, но их гендер сложнее: подобно андрогинам из «Левой руки Тьмы» Ле Гуин, один из них в ходе брачного ритуала принимает роль матери; эта роль временная, один мотылек воспринимает другого как «сестробрата». Коснер отметил, что, согласно тексту романа (на этом настаивает эксперт по мотылькам), мотыльки поедают не мысли или сознание, а тайные мысли, «греховные мечты… рефлексии» из снов и кошмаров; противоречия и парадоксы подсознания — «особый напиток» для мотыльков. У мотыльков, как и у деконструктивизма, нет цели; Совет конструкций и кризисная машина имеют аналогичную природу: первый расширяется, захватывая город, а кризисная машина уничтожает бинарности, порождая нестабильность. Коснер ссылался на Палмера, который отмечал столкновение и взаимное уничтожение в кризисной машине противоположностей.
Для описания мотыльков Коснер использовал понятие «отвратительное», введённое Юлией Кристевой: здесь речь об угрозе «системам порядка» — и самости, и закону, который связывает самость и Другого; «отвратительное» не является чем-то внешним. Символ отвратительного — результат трапезы мотыльков, когда стирается различие между жизнью и смертью. Разрушение бинарностей включает особую сексуализацию: тропы мужского изнасилования с проникновением фаллоса (подобно ксеноморфу-Чужому) и женского соблазнения, когда танец цветов и узоров провоцирует желание в отношении угрозы. Мотыльки, как и невыполнимое обещание «радикальной открытости» кризисной машины, отсылают к политической революции, лишённой позитивного содержания: монстры игнорируют различия между бедными и богатыми, предлагая «равенство»; их вторжение описывается как эпидемия, затронувшая разные виды. Это разрушение психологически угрожает индивидуальной субъективности, которую Мьевиль связывает с этическим выбором и коллективными ценностями; по мнению Коснера, писатель всегда учитывает интерсубъективность и социальный контекст (частью экономический), что позволяет избежать наивности и идеализма. Полемизируя с Фридманом, Коснер утверждал, что автор видит альтернативу деконструкции мотыльков не в любви героев, а в этической системе Айзека, его субъективном выборе в ходе «неприятной развязки» романа. Выбирая между конфликтующими системами закона, своими обязательствами и законом гаруд, Айзек делает выбор в пользу суверенности «конкретного», а не «абстрактного» индивида — Каръучай. Как отмечал Коснер, субъективность сохраняется не самим поступком, а отношением действия к внешнему референту; по выводу Коснера, странная развязка — «не уход от героического нарратива, а его кульминация».
Эндрю Рэймент проанализировал дилемму Айзека относительно Ягарека с точки зрения концепции распри Жана-Франсуа Лиотара, в частности вопроса, что должен сделать друг, чтобы заслужить предательство. Согласно исследователю, распря показана в чистом виде благодаря жанру фэнтези, который позволяет создавать непримиримые различия. Айзек мучается из-за невозможности справедливого поступка; в терминах Славоя Жижека, это «требование террориста» — нужно не просто сделать, что хотят, а сделать, как если бы человек сам этого хотел. Айзек не может не переводить понятия гаруд на свой язык, иначе их «преступление» («кража выбора») теряет любой смысл, и вынужден действовать несправедливо. Как отмечал исследователь, «преступлением» мог быть аборт, эту ситуацию Айзек переводил на свой язык. По мнению Рэймента, открытый финал показывает, что для Мьевиля помещение индивида (Айзека) в ситуацию распри есть форма несправедливости, почти терроризм, хотя Айзек, предавая Ягарека и в то же время будучи несправедливым к Каръучай, действует в русле этики по Лиотару; он выбирает наилучший поступок из возможных.

## Издания и переводы
Книга вышла в марте 2000 года в издательстве Macmillan одновременно в Великобритании (в переплёте) и Австралии (мягкая обложка). Обложку иллюстрировал Эдвард Миллер. В марте 2001 года Ballantine Del Rey выпустило американское издание в мягкой обложке. Книга переведена на французский, итальянский, испанский, чешский, немецкий, голландский, румынский, польский, болгарский, украинский, японский, корейский языки. Перевод на русский язык был выполнен Г. Корчагиным и О. Акимовой в 2006 году.

## Награды и премии
Роман получил несколько наград и премий, а в 2012 году занял 6 место в опросе журнала «Локус» на звание лучшего фэнтезийного романа XX века.
| Год  | Награда                                         | Результат | Источник |
| ---- | ----------------------------------------------- | --------- | -------- |
| 2001 | Премия Артура Кларка                            | Победа    | [ 331 ]  |
| 2001 | Британская премия фэнтези                       | Победа    | [ 331 ]  |
| 2001 | Премия Британской ассоциации научной фантастики | Номинация | [ 331 ]  |
| 2001 | Премия Джеймса Типтри-младшего                  | Номинация | [ 331 ]  |
| 2001 | Локус                                           | Номинация | [ 331 ]  |
| 2001 | Всемирная премия фэнтези                        | Номинация | [ 331 ]  |
| 2001 | «Выбор редакции Amazon.com» в «Фэнтези»         | Победа    | [ 332 ]  |
| 2001 | Премия Августа Дерлета                          | Победа    | [ 331 ]  |
| 2002 | Хьюго                                           | Номинация | [ 331 ]  |
| 2002 | Premio Ignotus                                  | Победа    | [ 331 ]  |
| 2003 | Премия Курда Лассвица                           | Победа    | [ 331 ]  |
| 2003 | Небьюла                                         | Номинация | [ 331 ]  |
| 2004 | Гран-при Воображения                            | Победа    | [ 331 ]  |

## Комментарии
1. ↑  Perdido по-португальски означает «сбившийся с пути» или «потерянный» [48].
2. ↑  В своей колонке «Excessive Candour» для онлайн-журнала Science Fiction Weekly в номере 161 за 22 мая 2000 года[118].
3. ↑  Спинрад отмечал, что, хотя научная фантастика Дика далека от «стимпанковского фэнтези», писатель, отрицая общепринятую реальность, возможно, был ближе к магии, чем большая часть фэнтези[122].
4. ↑  Спинрад объясняет отказ от этого шага тем, что изначально фэнтези проникла в научную фантастику, а здесь научно-фантастические «тропы и приёмы» проникают в фэнтези и, возможно, преобладают[123].
5. ↑  «Вторичный мир» — термин, введённый Толкином в программном эссе «О волшебных историях»[136].
6. ↑  Такая критика шире, чем реакционные нарративы времен Холодной войны (коммунистический коллективизм против капиталистического индивидуализма)[146].
7. ↑  «…замысел, воплощенный в костях и камне, хитросплетение тяжкого труда и насилия, символ откормленного владычества, покоящегося в глубинах истории»[159][162].
8. ↑  Литературовед Эндрю Рэймент писал о птицах-гарудах из индуистской мифологии[172].
9. ↑  Согласно Вирно, этот новый способ производства следует логике контингентности и множественности, в нём возможны фрагментарные формы сопротивления, а сотрудничество и творчество (вовлеченное в коммуникативный и аффективный труд) используются для эксплуатации[192].
10. ↑  По оценке Вуда, «приостановленная революция» после 1968 года сочетала крах профсоюзов, социальной защиты и социальных движений с отсутствием победы контрреволюции, постепенным закатом США, состоянием равновесия или стазиса («замершая диалектика»)[193].
11. ↑  В «Любовнике леди Чаттерлей» Лоуренс писал о воздержании, которое «следует за любовной горячкой, как время мира за войной»[205].
12. ↑  Термин Джона Донна.
13. ↑  Метафора пришла в постколониализм из биологии[214]; понятие стало ключевым как для постколониальной теории, так и для конструирования утопии и дистопии[215].
14. ↑  Dungeons & Dragons[133].
15. ↑  Гротеск следует из невозможности принять необычное, то, что вызывает отвращение (отклонения от нормы) или, напротив, сильно притягивает (идеальные формы), но в обоих случаях выходит за рамки категорий рассудка[225].
16. ↑  Понятие, введённое Мишелем Фуко, который определял гетеротопию как реальное «контрместо», отличающееся от утопий – «мест без реального места»[250].
17. ↑  Фукианский концепт города-карцера, расширение тюрьмы-паноптикума[262].
18. ↑  Согласно Блуму, каждый писатель испытывает страх перед предшественником и вынужден прибегать к стратегии «поэтического недонесения», или «отклонения» (клинамен)[262].
19. ↑  По выражению Палмера, «всеядный политический энтузиазм» автора в отношении различных политических устремлений и возможностей сдерживается доведением до крайности и даже самопародией. Палмер отметил некоторый консерватизм Мьевиля, несмотря на весь материализм. Социальное развитие ведёт к упадку, а прогрессивные политические движения возникают, но терпят неудачу[304].
20. ↑  Схема усложнена тем, что Айзек сам создал угрозу, от которой спас город[306].
21. ↑  «Капитализм с нечеловеческим лицом» Шавиро и Фридмана[309].
22. ↑  Проблематизация коллективизма и индивидуализма.
23. ↑  Коснер цитировал Михаила Бахтина: «Однако я не выражаю и не определяю непосредственно себя самого поступком; я осуществляю им какую-нибудь предметную, смысловую значимость»[321].
24. ↑  Обрезание крыльев Ягареку отсылает к кастрации[323].
25. ↑  Лиотар понимает под распрей неразрешимый конфликт ввиду невозможности выносить суждения об аргументах обеих сторон. Ситуация предполагает легитимность обеих сторон, отсутствие непредвзятого метаязыка и нейтральной позиции для вынесения суждения[324].

### Рецензии
- Andrews, Steven; Rennison, Nick. Perdido Street Station (2000) // 100 Must-read Science Fiction Novels. — London: A & C Black, 2009. — P. 109—110. — ISBN 978-1408-11487-2.
- Arden, Tom. A Dark Fantasist and Three Mainstreamers (books reviewed) // Interzone. — Brighton, UK: KP Litho Ltd, 2000. — № 155 (may). — P. 55—56. — ISSN 0264-3596.
- Bould, Mark. China Miéville, Perdido Street Station (Macmillan 2000) // Foundation: The International Review of Science Fiction  / E. James (ed.). — The Science Fiction Foundation, 2000. — Vol. 29, № 79. — P. 88—90. — ISSN 0306-4964.
- Broderick, Damien; Di Filippo, Paul. Perdido Street Station (2000) // Science fiction: the 101 best novels, 1985—2010. — New York: Nonstop Press, 2012. — P. 182—184. — ISBN 978-1-933065-39-7.
- Brösigke, Stefanie. Die Stadt, die niemals endet (нем.). die zukunft. Die Welt von morgen in Science & Fiction (12 марта 2014). Дата обращения: 11 мая 2024.
- Burigana, Sylvie. Perdido Street Station — 1 // Bifrost. — Le Bélial', 2004. — № 33 (janvier). — ISBN 2-913039-27-8.
- Butler, Andrew M. China Miéville – Perdido Street Station (review) // Vector (The critical Journal of the BSFA). — BSFA, 2000. — № 213. — P. 27. — ISSN 0448 0505 0448.
- Clute, John. The Perdido Faces // Scores: reviews 1993-2003. — UK: Beccon Publications, 2003. — P. 273—274. — ISBN 1-870824-48-2.
- Martínez, Javier. Perdido Street Station (Fiction Reviews) // SFRA Review. — SFRA Newsletter (Science Fiction Research Association), 2001. — № 254—5 (September/December). — P. 48—49. — ISSN 1068-395X.
- Miller, Faren. Perdido Street Station by China Miéville (reviews by Faren Miller) // Locus  / Charles N. Brown (publisher & editor-in-chief). — Locus Publications, 2000. — Vol. 45, № 474 (july). — P. 25—26. — ISSN 0047-4959.
- Moorcock, Michael. City of dreadful light. The Spectator (6 мая 2000). Дата обращения: 30 ноября 2023. Архивировано 24 января 2022 года.
- Rabinowitz, Rosanne. Perdido Street Station. China Mieéville // The Third Alternative  / A. Cox (ed.). — Witcham, Eli, England: TTA Press, 2000. — № 23. — P. 46. — ISSN 1352-3783.
- Sallis, James. Books by James Sallis // The Magazine of Fantasy & Science Fiction  / G. Van Gelder (ed.). — Hoboken, New Jersey: Spilogale, Inc., 2002. — Vol. 102, № 5 (may). — P. 32—37. — ISSN 0024-984X.
- Spinrad, Norman. On Books: Movements // Asimov's Science Fiction  / G. Dozois (ed.). — Dell Magazines, 2002. — Vol. 26, № 10 & 11 (October / November). — P. 226—236. — ISSN 1065-2698.
- Stableford, Brian. King Rat & Perdido Street Station (China Miéville) // News of the Black Feast and Other Random Reviews (I.O. Evans Studies in the Philosophy and Criticism of Literature. № 43). — Borgo Press, 2009. — P. 176—180. — ISBN 978-1-43-44-0336-0.
- Wehmeyer, Sven-Eric. New-Weird-Mahlstrom (нем.). die zukunft. Die Welt von morgen in Science & Fiction (18 апреля 2014). Дата обращения: 11 мая 2024.

### Исследования
- Booker, M. Keith; Thomas, Anne-Marie. China Miéville, Perdido Street Station (2000) // The Science Fiction Handbook. — West Sussex, UK: Wiley-Blackwell, 2009. — P. 306—313. — ISBN 978-1-4051-6205-0.
- Booker, M. Keith. The other side of history: Fantasy, romance, horror, and science fiction (chapter) // The Cambridge Companion to the Twentieth-Century English Novel  / Robert L. Caserio (ed.). — N. Y., etc.: Cambridge University Press, 2009. — P. 251—266. — ISBN 9780521884167.
- Burling, William J. Periodizing the Postmodern: China Miéville’s Perdido Street Station and the Dynamics of Radical Fantasy // Extrapolation: A Journal of Science Fiction and Fantasy. — The University of Texas (Brownsville) and Texas Southmost College, 2009. — Vol. 50, № 2. — P. 326—344. — ISSN 0014-5483.
- Çokay Nebioğlu, Rahime. The Immanence of the New Weird: China Miéville’s Perdido Street Station (chapter) // Deleuze and the Schizoanalysis of Dystopia. — Palgrave Macmillan, 2020. — P. 93—133. — ISBN 978-3-030-43145-7.
- Cooper, Rich Paul. Building Worlds: Dialectical Materialism as Method in China Miéville’s Bas-Lag // Extrapolation: A Journal of Science Fiction and Fantasy. — The University of Texas (Brownsville) and Texas Southmost College, 2009. — Vol. 50, № 2. — P. 212—223. — ISSN 0014-5483.
- Cosner, Justin. «To Forget their Concrete Reality»: Deconstruction, Abjection, and Ethics in Perdido Street Station // Humanities Bulletin. — 2023. — Vol. 6, № 1. — P. 123—137. — ISSN 2517-4266.
- Davies, Matt. Teaching urban spaces and world politics: Perdido Street Station and pedagogies of production // Art & the Public Sphere. — 2021. — Vol. 10, № Issue Politicizing Artistic Pedagogies: Publics, Spaces, Teachings. — P. 211—224. — ISSN 2042-7948.
- Ekman, Stefan. Map and Text: World-Architecture and the Case of Miéville’s Perdido Street Station // Literary Geographies. — 2018. — Vol. 4, № 1. — P. 66—83. — ISSN 2397-1797.
- Elber-Aviram, Hadas. The Labyrinthine City: Bleak House's influence upon Perdido Street Station // English: Journal of the English Association. — Oxford University Press, 2012. — Vol. 61, № 234. — P. 267—289. — ISSN 0013-8215.
- Freedman, Carl. To the Perdido Street Station: The Representation of Revolution in China Miéville’s Iron Council // Extrapolation: A Journal of Science Fiction and Fantasy. — The University of Texas (Brownsville) and Texas Southmost College, 2005. — Vol. 46, № 2. — P. 235—248. — ISSN 0014-5483.
- Freedman, Carl. Speculative fiction and international law: The Marxism of China Miéville // Socialism and Democracy. — 2006. — Vol. 20, № 3 (Socialism and Social Critique in Science Fiction). — P. 25—39. — ISSN 1745-2635.
- Freedman, Carl. II. Establishing Bas-Lag in Perdido Street Station: Peaceful Love, Capitalist Monsters, and Dialectical Hybridity Against Postmodern Pastiche // Art and Idea in the Novels of China Miéville. — UK: Gylphi, 2015. — P. 19—41. — ISBN 978-1-78024-030-5.
- Ganapathiraju, Aishwarya. Urban Retro-Futuristic Masculinities in China Miéville’s Perdido Street Station // The Journal of Popular Culture. — Wiley Periodicals, 2012. — Vol. 45, № 1. — P. 3—14. — ISSN 0022-3840.
- Gordon, Joan. Hybridity, Heterotopia, and Mateship in China Miéville's «Perdido Street Station» // Science Fiction Studies. — SF-TH Inc, 2003. — Vol. 30, № 3. — P. 456—476. — ISSN 0091-7729.
- Kendrick, Christopher. Socialism and Fantasy: China Miéville’s Fables of Race and Class // The Monthly Review. — Loyola eCommons, 2016. — Vol. 67, № 9. — P. 13—24. — ISSN 0091-7729.
- Langer, Jessica. The Shapes of Dystopia: Boundaries, Hybridity, and the Politics of Power // Science Fiction, Imperialism and the Third World: Essays on Postcolonial Literature and Film  / Ericka Hoagland and Reema Sarwal (eds.). — Jefferson, NC: McFarland & Company, 2010. — P. 171—201. — ISBN 978-0-7864-4789-3.
- Miller, Tim. The Motley & The Motley: Conflicting and Conflicted Models of Generic Hybridity in Bas-Lag // Foundation. — The Science Fiction Foundation, 2010. — Vol. 39, № 108. — P. 39—65. — ISSN 0306-4964258.
- Palmer, Christopher. Saving the City in China Miéville’s Bas-Lag Novels // Extrapolation: A Journal of Science Fiction and Fantasy. — The University of Texas (Brownsville) and Texas Southmost College, 2009. — Vol. 50, № 2. — P. 224—238. — ISSN 0014-5483.
- Rankin, Sandy. AGASH AGASP AGAPE: The Weaver as Immanent Utopian Impulse in China Miéville’s Perdido Street Station and Iron Council // Extrapolation: A Journal of Science Fiction and Fantasy. — The University of Texas (Brownsville) and Texas Southmost College, 2009. — Vol. 50, № 2. — P. 239—257. — ISSN 0014-5483.
- Rayment, Andrew. Fantasy, Politics, Postmodernity. Pratchett, Pullman, Miéville and Stories of the Eye. — Amsterdam, N. Y.: Rodopi B.V., 2014. — 277 p. — (Postmodern Studies, vol. 52). — ISBN 978-94-012-1100-0.
- Tranter, Kirsten. ‘The Bastard Zone’: China Miéville, Perdido Street Station and the New Weird // Twenty-First-Century Popular Fiction  / Bernice M. Murphy and Stephen Matterson (eds.). — Edinburgh: Edinburgh University Press, 2018. — P. 170—181. — ISBN 978-1-4744-1486-9.
- Saunders, Robert A. Mapping Monstrosity: Metaphorical Geographies in China Miéville’s Bas-Lag Trilogy // Popular Fiction and Spatiality. Geocriticism and Spatial Literary Studies  / Lisa Fletcher (ed.). — New York: Palgrave Macmillan, 2016. — P. 157—174. — ISBN 978-1-137-56902-8.
- Shaviro, Steve. Capitalist Monsters // Historical Materialism. — 2002. — Vol. 10, № 4. — P. 281—290. — ISSN 1569-206X.
- Veloso de Abreu, Alexandre. Unnatural London: The Metaphor and The Marvelous in China Mieville’s Perdido Street Station // Scripta. — Belo Horizonte: PUC Minas, 2018. — Vol. 22, № 46. — P. 193—201. — ISSN 2358-3428.
- Wood, Robert. «Extravagant Secular Swarming»: Space and Subjectivity in China Mieville’s Perdido Street Station // Critique: Studies in Contemporary Fiction. — Routledge, 2018. — Vol. 59, № 1. — P. 75—89. — ISSN 1939-9138.
- Zähringer, Raphael. Hidden Topographies. Traces of Urban Reality in Dystopian Fiction. — Berlin, Boston: De Gruyter, 2017. — (Anglia Book Series, vol. 57). — ISBN 978-3-11-053585-3.
- Норец М. В., Цирульник В. И. Способы перевода авторских окказионализмов в романе «Вокзал потерянных снов» Чайны Мьевиля // Переводческий дискурс: междисциплинарный подход. Материалы III международной научно-практической конференции. — Симферополь: ООО «ИТ» «Ариал», 2019. — С. 262—267.